# 대한민국의 지방도

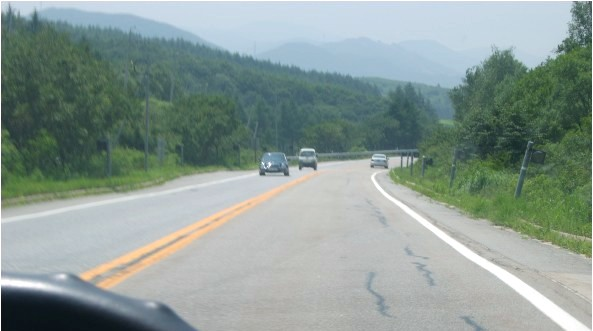
지방도 제456호선

대한민국의 지방도(大韓民國의 地方道)는 지방의 간선도로 기능을 하는 도로이다.
지방도라는 명칭은 1938년 조선도로령에서 처음 등장한 이후, 1970년 8월에 '일반 국도, 서울특별시도' 등과 같은 도로 등급이 새롭게 설정되면서 지금과 같은 법적 위치에 이르렀다. 대부분의 도로가 일반도로로 되어 있어 보행자, 자전거, 전배기량의 이륜자동차가 통행이 가능하다. 단, 일부 도로에 한해 자동차전용도로로 운영되고 있는 경우 보행자, 자전거 등은 통행할 수 없다.

## 요건
《도로법》 제3장 제15조 〈지방도의 지정·고시〉에 따르면 지방의 간선도로망을 이루는 아래에 해당하는 도로를 뜻하며, 관할도지사 또는 특별자치도지사가 그 노선을 인정하도록 규정되어 있다.
지방도가 되려면 다음 조건에 하나라도 만족해야 한다.
- 도청소재지로부터 시청 또는 군청 소재지에 이르는 도로
- 시청 또는 군청 소재지 상호 간을 연결하는 도로
- 도 또는 특별자치도내의 비행장, 항만, 역 또는 이와 밀접한 관계가 있는 지역을 상호 연결하는 도로
- 도 또는 특별자치도내의 비행장, 항만, 역에서 이와 밀접한 관계가 있는 고속국도, 국도 또는 지방도를 연결하는 도로
- 위의 각호 이외의 도로로서 지방의 개발을 위하여 특히 중요한 도로

아울러, 관리권은 제23조 〈도로관리청〉에 의거하여 해당 지역의 행정청, 즉 '도지사'나 '특별자치도지사'가 그 권한을 맡는다.

## 노선 번호 부여 체계

지방도 제623호선

지방도는 노선 번호를 표기할 때 노란색 바탕 사각형에 청색 숫자로 숫자를 표기한다. 지방도 번호는 세자리 또는 네자리 수로 구성되어 있다. 여기서 백의 자리수 및 천의 자리 숫자는 각 도의 고유 번호를 나타내는데 경기도는 3XX, 강원특별자치도는 4XX, 충청북도는 5XX, 충청남도는 6XX, 전북특별자치도는 7XX, 전라남도는 8XX, 경상북도는 9XX, 경상남도는 10XX, 제주특별자치도는 11XX 식으로 부여되어 있다. 뒷자리 번호 두자리 XX 부분은 도 단위 행정구역 내에서 노선의 방향성에 따라 부여되는데 남북방향은 홀수, 동서방향은 짝수 번호를 사용해 서쪽에서 동쪽으로, 남쪽에서 북쪽으로 부여한다. 이 때 뒷자리 번호 두자리 숫자 중 01~50은 관할지역 내부만을 연결하는 노선에, 51~99는 인접 도 등 타지역에 연결되는 노선에 사용한다. 만약 한 노선의 지방도가 두 개의 도를 연결하는 경우 노선 시점부에 해당하는 도의 고유번호를 사용한다. 이 때 타지역의 지방도와 직결되거나 접속될 경우 앞부분의 도 단위 지역번호를 제외하고 뒤 두자리 번호를 동일하게 부여하고 있다.
과거에는 각 도마다 지방도 번호 부여 체계가 일관성이 없어 각 지방도가 서로 직결되고 있음에도 불구하고 도 경계에서 서로 다른 지방도 번호로 바뀌어 운전자 및 이용객에게 혼선을 주고 또한 단거리 지방도가 많아 노선 수가 지나치게 많다는 지적에 따라 2006년 12월 건설교통부에서는 지방도 노선번호 체계를 개선하였으며, 이에 따라 지금과 같은 노선 번호 부여 체계가 확립되었으며 약 20km 미만인 노선에 대해서는 통·폐합이 이루어졌다. 이 때 제주특별자치도 내 국도는 제주특별자치도 설치 및 국제자유도시 조성을 위한 특별법 제251조 제3항 종전의 제주도에 지정된 일반국도를 해제하고, 도지사는 그 해제된 일반국도를 지방도로 인정한다는 내용에 따라 기존 국도를 지방도로 변경하되, 제주 지역에서 당시 사용하지 않던 번호인 1130~40번대 번호를 사용하여 지방도로 새로 지정하였다.

## 노선 목록 (2025년 기준)
- 지방도 노선은 고속도로나 국도, 국가지원지방도와 달리 법령으로 노선을 지정하여 관리하지 않았고 각 관할 도청에서 고시 및 공고를 통해 관리했으며, 이 또한 신설 및 폐지 공고가 누락된 경우도 많기 때문에 상위 3개 도로와 달리 모든 목록 확인은 매년 국토교통부에서 발행하는 《도로현황조서》를 기준으로 한다.
- 실제 지방도 시점 및 종점은 해당 지방도가 속한 시·군마다 상이한 경우도 있으며, 그 안내 내용이 도로현황조서와 일치하지 않을 수 있다.

### 경기도 (300호대)
경기도의 지방도는 1996년, 2005년에 대개편되었다. 현재 경기도의 지방도는 모두 2005년 이후에 새로 지정된 것이다.
| 표지 | 노선 번호 | 명칭                              | 시점                                | 종점                                | 길이      | 비고                  |
| ---- | --------- | --------------------------------- | ----------------------------------- | ----------------------------------- | --------- | --------------------- |
| 301  | 301       | 우정 ~ 정왕선                     | 경기도 화성시 우정읍 화산리         | 경기도 시흥시 정왕동                | 63.908km  |                       |
| 302  | 302       | 이화 ~ 금광선 덕산 ~ 오산선       | 경기도 화성시 우정읍 이화리         | 충청북도 진천군 이월면 신계리       | 86.811km  |                       |
| 305  | 305       | 서신 ~ 초지선                     | 경기도 화성시 서신면 상안리         | 경기도 안산시 단원구 성곡동         | 16.414km  |                       |
| 306  | 306       | 양감 ~ 율면선 일죽 ~ 음성선       | 경기도 화성시 양감면 요당리         | 충청북도 음성군 음성읍 읍내리       | 95.29km   |                       |
| 309  | 309       | 포승 ~ 과천선                     | 경기도 평택시 포승읍 도곡리         | 경기도 과천시 주암동                | 63.506km  |                       |
| 310  | 310       | 금의 ~ 봉명선                     | 경기도 화성시 우정읍 화수리         | 경기도 용인시 처인구 남사면 봉명리  | 36.497km  |                       |
| 311  | 311       | 갈곶 ~ 영덕선                     | 경기도 오산시 부산동                | 경기도 용인시 기흥구 영덕동         | 13.823km  |                       |
| 313  | 313       | 팽성 ~ 사사선                     | 경기도 평택시 팽성읍 송화리         | 경기도 안산시 상록구 사사동         | 65.839km  |                       |
| 314  | 314       | 정남 ~ 안성선                     | 경기도 화성시 정남면 고지리         | 경기도 안성시 양성면 장서리         | 27.672km  |                       |
| 315  | 315       | 팽성 ~ 구성선                     | 경기도 평택시 팽성읍 객사리         | 경기도 용인시 기흥구 상하동         | 52.331km  |                       |
| 317  | 317       | 평택 ~ 기흥선                     | 경기도 평택시 세교동                | 경기도 용인시 기흥구 공세동         | 31.143km  |                       |
| 318  | 318       | 서신 ~ 장호원선                   | 경기도 화성시 서신면 송화리         | 경기도 이천시 장호원읍 선읍리       | 102.664km |                       |
| 321  | 321       | 공도 ~ 오포선                     | 경기도 안성시 공도읍 만정리         | 경기도 광주시 추자동                | 44.981km  |                       |
| 322  | 322       | 대부 ~ 안녕선                     | 경기도 안산시 단원구 대부동동       | 경기도 화성시 안녕동                | 48.347km  |                       |
| 325  | 325       | 금광 ~ 퇴촌선 진천 ~ 안성선       | 충청북도 진천군 백곡면 석현리       | 경기도 광주시 퇴촌면 광동리         | 93.026km  |                       |
| 329  | 329       | 일죽 ~ 대월선 무극 ~ 용문선       | 충청북도 음성군 금왕읍 내송리       | 경기도 이천시 대포동                | 38.819km  |                       |
| 330  | 330       | 고잔 ~ 목감선 (제3경인고속화도로) | 인천광역시 남동구 논현동            | 경기도 시흥시 목감동                | 14.3km    | 유료                  |
| 333  | 333       | 율면 ~ 강하선 청천 ~ 율면선       | 충청북도 괴산군 청천면 덕평리       | 경기도 양평군 강하면 왕창리         | 78.093km  |                       |
| 334  | 334       | 학의 ~ 금곡선                     | 경기도 의왕시 학의동                | 경기도 성남시 분당구 금곡동         | 10.6km    |                       |
| 337  | 337       | 장호원 ~ 모현선                   | 경기도 이천시 장호원읍 장호원리     | 경기도 용인시 처인구 모현읍 매산리  | 61.8km    | 2007년 11월 12일 연장 |
| 338  | 338       | 성남 ~ 퇴촌선                     | 경기도 성남시 중원구 하대원동       | 경기도 광주시 퇴촌면 관음리         | 25.022km  |                       |
| 341  | 341       | 가남 ~ 단월선                     | 경기도 여주시 가남읍 삼군리         | 경기도 양평군 단월면 향소리         | 49.113km  |                       |
| 342  | 342       | 성남 ~ 양동선                     | 경기도 성남시 수정구 복정동         | 경기도 양평군 양동면 금왕리         | 87.836km  |                       |
| 345  | 345       | 점동 ~ 단월선                     | 경기도 여주시 점동면 처리           | 경기도 양평군 단월면 석산리         | 70.978km  |                       |
| 349  | 349       | 강천 ~ 청운선 문막 ~ 단월선       | 강원특별자치도 원주시 문막읍 반계리 | 경기도 양평군 청운면 갈운리         | 34.466km  |                       |
| 352  | 352       | 와부 ~ 옥천선                     | 경기도 남양주시 와부읍 도곡리       | 경기도 양평군 옥천면 신복리         | 33.1km    |                       |
| 355  | 355       | 양촌 ~ 하성선                     | 경기도 김포시 양촌읍 대포리         | 경기도 김포시 하성면 마근포리       | 16.238km  |                       |
| 356  | 356       | 월곶 ~ 동산선                     | 경기도 김포시 월곶면 포내리         | 경기도 고양시 일산서구 구산동       | 55.788km  |                       |
| 357  | 357       | 덕양 ~ 교하선 (제2자유로)         | 경기도 고양시 덕양구 덕은동         | 경기도 파주시 탄현면 갈현리         | 32.1km    |                       |
| 358  | 358       | 김포 ~ 관산선                     | 경기도 김포시 대곶면 초원지리       | 경기도 고양시 덕양구 관산동         | 24.8km    |                       |
| 359  | 359       | 일산 ~ 문산선                     | 경기도 고양시 일산서구 대화동       | 경기도 파주시 문산읍 선유리         | 27.613km  |                       |
| 360  | 360       | 통일동산 ~ 가산선                 | 경기도 파주시 탄현면 성동리         | 경기도 포천시 가산면 마산리         | 58.282km  |                       |
| 363  | 363       | 화전 ~ 탄현선                     | 경기도 고양시 덕양구 향동동         | 경기도 파주시 탄현면 낙하리         | 58.282km  |                       |
| 364  | 364       | 문산 ~ 가평선                     | 경기도 파주시 문산읍 당동리         | 경기도 가평군 가평읍 승안리         | 90.786km  |                       |
| 367  | 367       | 벽제 ~ 장남선                     | 경기도 고양시 덕양구 벽제동         | 경기도 연천군 장남면 판부리         | 44.804km  |                       |
| 368  | 368       | 청산 ~ 적목선                     | 경기도 연천군 청산면 초성리         | 경기도 가평군 북면 적목리           | 44.897km  |                       |
| 371  | 371       | 오금 ~ 중면선                     | 경기도 고양시 덕양구 오금동         | 경기도 연천군 중면 적거리           | 76.43km   |                       |
| 372  | 372       | 군내 ~ 백운선 광덕 ~ 맹대선       | 경기도 파주시 군내면 방목리         | 강원특별자치도 화천군 사내면 광덕리 | 93.737km  |                       |
| 375  | 375       | 광적 ~ 미산선                     | 경기도 양주시 광적면 가납리         | 경기도 연천군 미산면 마전리         | 30.077km  |                       |
| 376  | 376       | 중면 ~ 관인선                     | 경기도 연천군 중면 적거리           | 경기도 포천시 관인면 사정리         | 26.0km    |                       |
| 379  | 379       | 주내 ~ 신북선                     | 경기도 양주시 삼숭동                | 경기도 포천시 신북면 덕둔리         | 25.772km  |                       |
| 383  | 383       | 지금 ~ 진접선                     | 경기도 남양주시 다산동              | 경기도 남양주시 진접읍 연평리       | 18.3km    | 2009년 1월 노선 단축  |
| 387  | 387       | 화도 ~ 관인선 내촌 ~ 철원선       | 경기도 남양주시 화도읍 창현리       | 강원특별자치도 철원군 동송읍 장흥리 | 80.557km  |                       |
| 391  | 391       | 양서 ~ 화악선 경강 ~ 사내선       | 경기도 양평군 양서면 양수리         | 강원특별자치도 화천군 사내면 사창리 | 90.4km    |                       |

| 표지 | 노선 번호 | 명칭                  | 시점                              | 종점                          | 길이    | 비고                                                                                          |
| ---- | --------- | --------------------- | --------------------------------- | ----------------------------- | ------- | --------------------------------------------------------------------------------------------- |
| 301  | 301       | 강화 ~ 일주선         | 경기도 강화군 송해면 솔정리       | 경기도 강화군 강화읍 월곳리   | 57.2km  |                                                                                               |
| 302  | 302       | 매향 ~ 송전선         | 경기도 화성군 우정면 매향리       | 경기도 용인군 남사면 송전리   | 47.9km  | 국가지원지방도 제82호선의 일부                                                                |
| 304  | 304       | 용인 ~ 백암선         | 경기도 용인군 용인읍 김량장리     | 경기도 용인군 외사면 백암리   | 18.5km  | 1996년 11월 18일 폐지 국가지원지방도 제57호선, 지방도 제318호선, 지방도 제325호선의 일부      |
| 305  | 305       | 인천 ~ 양촌선         | 경기도 김포군 검단면 왕길리       | 경기도 김포군 양촌면 도사리   | 13.5km  |                                                                                               |
| 306  | 306       | 송산 ~ 오산선         | 경기도 화성군 송산면 고포리       | 경기도 오산시 세교동          | 37.3km  | 1996년 11월 18일 폐지 현재 지방도 제322호선, 국가지원지방도 제82호선의 일부                   |
| 307  | 307       | 부평 ~ 적성선         | 경기도 김포군 김포읍 풍무리       | 경기도 파주군 법원읍 법원리   | 37.6km  | 1996년 11월 18일 폐지                                                                         |
| 308  | 308       | 성남 ~ 양평선         | 경기도 성남시 수정구 시흥동       | 경기도 양평군 양평읍 양근리   | 43.3km  | 현재 지방도 제342호선, 국가지원지방도 제88호선의 일부                                         |
| 309  | 309       | 서신 ~ 송산선         | 경기도 화성군 서신면 궁평리       | 경기도 화성군 송산면 고정리   | 18.4km  | 현재 지방도 제309호선, 지방도 제305호선의 일부                                                |
| 310  | 310       | 북한산성 ~ 문산선     | 경기도 고양시 덕양구 삼송동       | 경기도 파주시 문산읍 문산리   | 47.0km  | 현재 지방도 제356호선, 지방도 제359호선의 일부                                                |
| 312  | 312       | 의왕 ~ 과천선         | 경기도 의왕시 고천동              | 경기도 과천시 문원동          | 10.1km  | 현재 지방도 제309호선의 일부                                                                  |
| 313  | 313       | 진천 ~ 안성선         | 경기도 안성군 금광면 내우리       | 경기도 안성군 금광면 상중리   | 12.0km  | 현재 지방도 제325호선, 지방도 제313호선의 일부                                                |
| 314  | 314       | 축석 ~ 광릉선         | 경기도 포천군 소흘면 무림리       | 경기도 남양주시 진접읍 광양리 | 11.6km  | 1996년 11월 18일 폐지 현재 국가지원지방도 제98호선의 일부                                     |
| 315  | 315       | 행주대교 ~ 자유다리선 | 경기도 파주군 문산읍 마정리       | 경기도 고양시 덕양구 행주외동 | 45.0km  | 자유로 현재 국도 제77호선의 일부                                                              |
| 316  | 316       | 문산 ~ 가산선         | 경기도 파주군 문산읍 문산리       | 경기도 포천군 가산면 마산리   | 35.5km  | 1996년 11월 18일 폐지 현재 지방도 제364호선, 국가지원지방도 제56호선, 지방도 제360호선의 일부 |
| 317  | 317       | 봉담 ~ 신의선         | 경기도 화성군 봉담면 덕우리       | 경기도 화성군 남양면 신외리   | 21.6km  | 현재 지방도 제318호선, 국도 제77호선의 일부                                                   |
| 318  | 318       | 일죽 ~ 생극선         | 경기도 안성군 일죽면 가리         | 경기도 이천군 율면 산성리     | 7.8km   | 현재 지방도 제318호선의 일부                                                                  |
| 321  | 321       | 석정 ~ 호곡선         | 경기도 평택군 포승면 석정리       | 경기도 화성군 우정면 호곡리   | 24.6km  | 현재 지방도 제313호선의 일부                                                                  |
| 322  | 322       | 파평 ~ 청산선         | 경기도 연천군 장남면 자작리       | 경기도 연천군 청산면 백의리   | 34.3km  | 현재 지방도 제372호선의 일부                                                                  |
| 323  | 323       | 문산 ~ 백학선         | 경기도 파주군 파평면 장파리       | 경기도 파주군 파평면 금파리   | 3.6km   | 현재 지방도 제324호선의 일부                                                                  |
| 324  | 324       | 백학 ~ 연천선         | 경기도 연천군 연천읍 상리         | 경기도 연천군 장남면 자작리   | 34.3km  | 현재 국가지원지방도 제78호선의 일부                                                           |
| 325  | 325       | 내촌 ~ 관인선         | 경기도 포천군 내촌면 음현리       | 경기도 포천군 관인면 탄동리   | 47.7km  | 현재 국도 제87호선의 일부                                                                     |
| 326  | 326       | 신계 ~ 연천선         | 경기도 연천군 중면 마거리         | 경기도 연천군 신서면 도신리   | 13.6km  | 1996년 11월 18일 폐지 현재 지방도 제376호선의 일부                                            |
| 328  | 328       | 대신 ~ 단월선         | 경기도 여주군 대신면 장풍리       | 경기도 양평군 단월면 석산리   | 50.9km  | 1996년 11월 18일 폐지 현재 국가지원지방도 제88호선, 지방도 제349호선, 지방도 제345호선의 일부 |
| 329  | 329       | 매곡 ~ 양평선         | 경기도 이천군 호법면 매곡리       | 경기도 양평군 양평읍 양근리   | 46.0km  | 현재 지방도 제325호선, 국가지원지방도 제98호선의 일부                                         |
| 330  | 330       | 오산 ~ 관리선         | 경기도 오산시 청학동              | 경기도 화성군 향남면 관리     | 14.9km  | 현재 지방도 제310호선, 지방도 제309호선의 일부                                                |
| 331  | 331       | 삼성 ~ 용문선         | 경기도 안성군 일죽면 화봉리       | 경기도 양평군 용문면 신점리   | 67.3km  | 현재 지방도 제329호선, 지방도 제333호선, 지방도 제345호선의 일부                              |
| 332  | 332       | 조암 ~ 발안선         | 경기도 화성군 팔탄면 해창리       | 경기도 화성군 우정면 조암리   | 13.8km  | 1996년 11월 18일 폐지                                                                         |
| 335  | 335       | 앙성 ~ 흥천선         | 경기도 여주군 점동면 장안리       | 경기도 여주군 흥천면 문장리   | 30.5km  | 1996년 11월 18일 폐지                                                                         |
| 336  | 336       | 송교 ~ 매화선         | 경기도 화성군 서신면 송교리       | 경기도 화성군 서신면 매화리   | 3.9km   | 현재 지방도 제317호선의 일부                                                                  |
| 338  | 338       | 자안 ~ 봉담선         | 경기도 화성군 비봉면 자안리       | 경기도 화성군 봉담면 왕림리   | 9.0km   |                                                                                               |
| 339  | 339       | 서운 ~ 동평선         | 경기도 안성군 서운면 산평리       | 경기도 안성군 보개면 동평리   | 23.5km  | 1996년 11월 18일 폐지 현재 국가지원지방도 제57호선, 지방도 제325호선의 일부                   |
| 340  | 340       | 청북 ~ 원곡선         | 경기도 평택군 청북면 현곡리       | 경기도 안성군 원곡면 외가천리 | 20.0km  | 현재 지방도 제302호선의 일부                                                                  |
| 341  | 341       | 방초 ~ 대포선         | 경기도 안성군 일죽면 방초리       | 경기도 이천군 대월면 대포리   | 11.0km  | 현재 국가지원지방도 제70호선의 일부                                                           |
| 342  | 342       | 안양 ~ 판교선         | 경기도 안양시 만안구 안양동       | 경기도 성남시 분당구 운중동   | 17.5km  | 1996년 11월 18일 폐지 현재 국가지원지방도 제57호선의 일부                                     |
| 343  | 343       | 갈천 ~ 상하선         | 경기도 화성군 향남면 갈천리       | 경기도 용인군 기흥읍 상하리   | 24.7km  | 1996년 11월 18일 폐지 현재 지방도 제315호선의 일부                                            |
| 344  | 344       | 초성 ~ 신평선         | 경기도 연천군 청산면 초성리       | 경기도 포천군 신북면 기지리   | 17.2km  | 현재 지방도 제368호선의 일부                                                                  |
| 345  | 345       | 포승 ~ 우정선         | 경기도 평택군 포승면 내기리       | 경기도 화성군 우정면 석천리   | 15.7km  | 현재 국도 제77호선의 일부                                                                     |
| 346  | 346       | 오류 ~ 김포선         | 경기도 김포군 검단면 오류리       | 경기도 김포군 김포읍 북변리   | 10.2km  | 1997년 1월 6일 폐지                                                                           |
| 348  | 348       | 온수 ~ 덕포선         | 경기도 강화군 길상면 온수리       | 경기도 강화군 화도면 덕포리   | 25.3km  |                                                                                               |
| 349  | 349       | 신도 ~ 백학선         | 경기도 고양시 덕양구 지축동       | 경기도 연천군 백학면 노곡리   | 54.0km  | 현재 지방도 제371호선의 일부                                                                  |
| 350  | 350       | 마지 ~ 소흘선         | 경기도 파주군 적성면 마지리       | 경기도 포천군 소흘면 이동교리 | 36.0km  | 현재 지방도 제367호선, 지방도 제360호선의 일부                                                |
| 351  | 351       | 논곡 ~ 광명선         | 경기도 시흥시 논곡동              | 경기도 광명시 광명동          | 8.4km   | 1996년 11월 18일 폐지                                                                         |
| 352  | 352       | 온수 ~ 전호선         | 경기도 김포군 대곶면 대명리       | 경기도 강화군 길상면 온수리   | 32.2km  | 1997년 1월 6일 폐지 현재 국가지원지방도 제84호선의 일부                                       |
| 362  | 362       | 하남 ~ 상면선         | 경기도 하남시 천현동              | 경기도 가평군 하면 현리       | 46.5km  | 1996년 11월 18일 폐지 현재 국가지원지방도 제86호선, 지방도 제387호선의 일부                   |
| 363  | 363       | 양평 ~ 가평선         | 경기도 양평군 양서면 양수리       | 경기도 가평군 북면 적목리     | 80.8km  | 현재 지방도 제391호선, 지방도 제387호선의 일부                                                |
| 364  | 364       | 공도 ~ 양성선         | 경기도 안성군 공도면 승두리       | 경기도 안성군 양성면 동향리   | 7.5km   | 1996년 11월 18일 폐지 현재 지방도 제321호선의 일부                                            |
| 365  | 365       | 능서 ~ 금사선         | 경기도 여주군 능서면 왕대리       | 경기도 여주군 금사면 상품리   | 27.0km  | 현재 지방도 제333호선의 일부                                                                  |
| 368  | 368       | 광적 ~ 전곡선         | 경기도 양주군 광적면 가납리       | 경기도 파주군 적성면 적암리   | 20.7km  | 현재 국가지원지방도 제39호선, 지방도 제375호선의 일부                                         |
| 383  | 383       | 무극 ~ 용문선         | 경기도 이천군 율면 석산리         | 경기도 양평군 용문면 광탄리   | 67.0km  | 현재 지방도 제333호선, 지방도 제329호선, 국가지원지방도 제70호선의 일부                       |
| 385  | 385       | 낙생 ~ 서울선         | 경기도 성남시 분당구 백현동       | 경기도 성남시 분당구 여수동   | 7.3km   | 1996년 11월 18일 폐지                                                                         |
| 387  | 387       | 진천 ~ 오산선         | 경기도 안성군 금광면 옥정리       | 경기도 오산시 오산동          | 31.4km  | 현재 지방도 제302호선, 국가지원지방도 제23호선, 지방도 제310호선의 일부                       |
| 389  | 389       | 광주 ~ 대왕선         | 경기도 광주군 광주읍 경안리       | 경기도 성남시 분당구 시흥동   | 16.8km  | 1996년 11월 18일 폐지                                                                         |
| 390  | 390       | 서울 ~ 금곡선         | 경기도 남양주시 퇴계원면 퇴계원리 | 경기도 남양주시 미금면 금곡리 | 7.0km   |                                                                                               |
| 391  | 391       | 미금 ~ 진건선         | 경기도 남양주시 지금동            | 경기도 남양주시 진건면 진관리 | 4.5km   | 현재 지방도 제383호선의 일부                                                                  |
| 392  | 392       | 성환 ~ 고당선         | 경기도 안성군 미양면 신계리       | 경기도 용인군 원삼면 고당리   | 32.9km  |                                                                                               |
| 393  | 393       | 오산 ~ 서울선         | 경기도 오산시 오산동              | 경기도 성남시 수정구 상적동   | 36.0km  | 1996년 11월 18일 폐지                                                                         |
| 394  | 394       | 청평 ~ 횡성선         | 경기도 가평군 외서면 청평리       | 경기도 가평군 설악면 위곡리   | 17.28km | 현재 국가지원지방도 제86호선의 일부                                                           |
| 396  | 396       | 용문 ~ 원주선         | 경기도 양평군 청운면 갈운리       | 경기도 양평군 양동면 삼산리   | 15.2km  | 현재 지방도 제349호선, 국가지원지방도 제88호선의 일부                                         |
| 397  | 397       | 안양 ~ 오류선         | 경기도 안양시 만안구 안양동       | 경기도 광명시                 | 14.2km  | 1996년 11월 18일 폐지                                                                         |
| 398  | 398       | 서울 ~ 일산선         | 경기도 고양시 덕양구 화전동       | 경기도 고양시 일산구 일산동   | 16.2km  | 1996년 11월 18일 폐지                                                                         |
| 399  | 399       | 원곡 ~ 양촌선         | 경기도 부천시 원미구 심곡동       | 경기도 부천시 오정구 고강동   | 5.6km   | 1996년 11월 18일 폐지                                                                         |

다음 지방도는 1996년부터 2005년까지 사용되던 경기도 지방도 목록이다. 이 지방도는 2005년 3월 28일에 일괄 폐지되었다.
| 표지 | 노선 번호        | 명칭                        | 시점                              | 종점                               | 길이     | 비고                                                                                 |
| ---- | ---------------- | --------------------------- | --------------------------------- | ---------------------------------- | -------- | ------------------------------------------------------------------------------------ |
| 303  | 지방도 제303호선 | 석천 ~ 시화선               | 경기도 화성시 우정읍 화산리       | 경기도 안산시 대부동               | 50.0km   | 현재 지방도 제301호선의 일부                                                         |
| 304  | 지방도 제304호선 | 양감 ~ 송탄선               | 경기도 화성시 양감면 요당리       | 경기도 평택시 칠원동               | 22.7km   |                                                                                      |
| 305  | 지방도 제305호선 | 인천 ~ 하성선               | 경기도 김포시 양촌면 대포리       | 경기도 김포시 하성면 가금리        | 13.0km   | 1997년 1월 6일 폐지                                                                  |
| 306  | 지방도 제306호선 | 대부 ~ 안양선               | 경기도 안산시 대부동              | 경기도 안양시 박달동               | 48.8km   |                                                                                      |
| 307  | 지방도 제307호선 | 풍무 ~ 사우선               | 경기도 김포시 풍무동              | 경기도 김포시 사우동               | 2.9km    |                                                                                      |
| 308  | 지방도 제308호선 | 성남 ~ 중부선               | 경기도 성남시 수정구 산성동       | 경기도 광주시 중부면 광지원리      | 14.7km   | 현재 지방도 제342호선의 일부                                                         |
| 309  | 지방도 제309호선 | 서신 ~ 안산선               | 경기도 화성시 서신면 궁평리       | 경기도 안산시 초지동               | 22.2km   |                                                                                      |
| 310  | 지방도 제310호선 | 삼송 ~ 장남선               | 경기도 고양시 신도읍 삼송리       | 경기도 연천군 장남면 원당리        | 70.0km   |                                                                                      |
| 312  | 지방도 제312호선 | 팽성 ~ 과천선               | 경기도 평택시 팽성읍 객사리       | 경기도 과천시 선암동               | 61.61km  | 현재 지방도 제309호선의 일부                                                         |
| 313  | 지방도 제313호선 | 진천 ~ 안성선               | 충청북도 진천군 진천읍 금암리     | 경기도 안성시 안성읍 옥천리        | 29.19km  | 현재 지방도 제325호선의 일부                                                         |
| 314  | 지방도 제314호선 | 정남 ~ 양성선               | 경기도 화성시 정남면 수면리       | 경기도 안성시 양성면 장서리        | 24.1km   |                                                                                      |
| 315  | 지방도 제315호선 | 벽제 ~ 법원선               | 경기도 고양시 벽제면 벽제리       | 경기도 파주시 법원읍 갈곡리        | 17.4km   |                                                                                      |
| 316  | 지방도 제316호선 | 연천 ~ 백운선               | 경기도 포천시 이동면 도평리       | 경기도 포천시 이동면 도평리        | 11.0km   |                                                                                      |
| 317  | 지방도 제317호선 | 제부 ~ 공세선               | 경기도 화성시 서신면 제부리       | 경기도 용인시 기흥구 공세동        | 51.7km   |                                                                                      |
| 318  | 지방도 제318호선 | 일죽 ~ 생극선 일죽 ~ 음성선 | 충청북도 음성군 음성읍 읍내리     | 경기도 안성시 일죽면 송천리        | 35.0km   | 충북 구간만 지방도 제318호선으로 유지 현재 지방도 제306호선, 지방도 제318호선의 일부 |
| 319  | 지방도 제319호선 | 능서 ~ 청운선               | 경기도 여주군 능서면 번도리       | 경기도 양평군 청운면 갈운리        | 37.72km  | 지방도 제341호선, 지방도 제342호선, 지방도 제349호선으로 분할                        |
| 321  | 지방도 제321호선 | 팽성 ~ 안산선               | 경기도 평택시 현덕면 도대리       | 경기도 화성시 장안면 독정리        | 21.8km   | 2002년 2월 14일 폐지                                                                 |
| 322  | 지방도 제322호선 | 군내 ~ 청산선 광덕 ~ 맹대선 | 경기도 파주시 군내면 읍내리       | 강원도 화천군 사내면 광덕리        | 56.1km   | 현재 지방도 제372호선의 일부                                                         |
| 323  | 지방도 제323호선 | 남면 ~ 백학선               | 경기도 양주시 남면 상수리         | 경기도 연천군 백학면 백력리        | 26.4km   | 현재 지방도 제371호선의 일부                                                         |
| 324  | 지방도 제324호선 | 파평 ~ 연천선               | 경기도 파주시 파평면 금파리       | 경기도 파주시 적성면 장좌리        | 7.7km    |                                                                                      |
| 325  | 지방도 제325호선 | 내촌 ~ 철원선               | 강원도 철원군 동송읍 장흥리       | 강원도 철원군 동송읍 장흥리        | 2.5km    | 2002년 2월 14일 폐지                                                                 |
| 326  | 지방도 제326호선 | 천리 ~ 장호원선             | 경기도 용인시 처인구 이동읍 천리  | 경기도 이천시 장호원읍 송산리      | 43.1km   | 현재 지방도 제318호선의 일부                                                         |
| 327  | 지방도 제327호선 | 영통 ~ 내촌선               | 경기도 용인시 기흥구 영덕동       | 경기도 의왕시 청계동               | 18.3km   |                                                                                      |
| 328  | 지방도 제328호선 | 강천 ~ 단월선 문막 ~ 단월선 | 경기도 여주군 강천면 도전리       | 강원도 원주시 문막읍 반계리        | 53.033km |                                                                                      |
| 329  | 지방도 제329호선 | 삼죽 ~ 도척선               | 경기도 안성시 삼죽면 덕산리       | 경기도 광주시 도척면 노곡리        | 27.53km  | 현재 지방도 제325호선의 일부                                                         |
| 330  | 지방도 제330호선 | 팽성 ~ 봉무선               | 경기도 평택시 팽성읍 석근리       | 경기도 용인시 처인구 남사면 봉명리 | 58.2km   | 현재 지방도 제310호선의 일부                                                         |
| 331  | 지방도 제331호선 | 일죽 ~ 용문선               | 경기도 안성시 일죽면 화봉리       | 경기도 양평군 용문면 신정리        | 72.28km  | 지방도 제329호선, 지방도 제333호선으로 분할                                          |
| 332  | 지방도 제332호선 | 조암 ~ 팔탄선               | 경기도 화성시 우정읍 조암리       | 경기도 화성시 팔탄면 구장리        | 19.0km   | 현재 지방도 제310호선의 일부                                                         |
| 333  | 지방도 제333호선 | 평택 ~ 자연농원선           | 경기도 평택시 세교동              | 경기도 용인시 처인구 포곡읍 전대리 | 37.63km  | 지방도 제317호선, 지방도 제321호선으로 분할                                          |
| 334  | 지방도 제334호선 | 광적 ~ 포천선               | 경기도 양주시 광적면 덕도리       | 경기도 포천시 포천읍 선단리        | 22.3km   | 현재 지방도 제364호선의 일부                                                         |
| 335  | 지방도 제335호선 | 점동 ~ 흥천선 앙성 ~ 흥천선 | 경기도 여주군 점동면 삼합리       | 충청북도 충주시 앙성면 단암리      | 41.25km  |                                                                                      |
| 337  | 지방도 제337호선 | 초월 ~ 강하선               | 경기도 광주시 초월읍 산이리       | 경기도 양평군 강하면 운심리        | 33.4km   | 지방도 제325호선, 지방도 제342호선으로 분할                                          |
| 338  | 지방도 제338호선 | 남양 ~ 기흥선               | 경기도 화성시 남양면 북양리       | 경기도 용인시 기흥구 고매동        | 28.29km  | 현재 지방도 제322호선의 일부                                                         |
| 339  | 지방도 제339호선 | 하면 ~ 관인선               | 경기도 가평군 하면 하판리         | 경기도 포천시 관인면 탄동리        | 41.4km   | 현재 지방도 제387호선의 일부                                                         |
| 340  | 지방도 제340호선 | 이하 ~ 원곡선               | 경기도 화성시 우정읍 이화리       | 경기도 안성시 원곡면 외가천리      | 32.74km  | 현재 지방도 제302호선의 일부                                                         |
| 341  | 지방도 제341호선 | 경강 ~ 사내선               | 경기도 가평군 가평읍 개곡리       | 강원도 화천군 사내면 사창리        | 33.52km  | 현재 지방도 제391호선의 일부                                                         |
| 343  | 지방도 제343호선 | 정남 ~ 상하선               | 경기도 화성시 정남면 괘랑리       | 경기도 용인시 기흥구 구성면 상하리 | 19.59km  | 현재 지방도 제315호선의 일부                                                         |
| 344  | 지방도 제344호선 | 초성 ~ 신팔선               | 경기도 연천군 청산면 초성리       | 경기도 포천시 화현면 지현리        | 21.67km  | 현재 지방도 제368호선의 일부                                                         |
| 345  | 지방도 제345호선 | 장호원 ~ 도척선             | 경기도 이천시 장호원읍 오남리     | 경기도 광주시 도척면 노곡리        | 50.3km   | 현재 지방도 제337호선의 일부                                                         |
| 347  | 지방도 제347호선 | 주내 ~ 신북선               | 경기도 양주시 주내면 광사리       | 경기도 포천시 신북면 덕둔리        | 29.2km   | 현재 지방도 제379호선의 일부                                                         |
| 349  | 지방도 제349호선 | 구파발 ~ 장흥선             | 경기도 고양시 효자동              | 경기도 양주시 장흥면 석현리        | 14.6km   | 국가지원지방도 제39호선에 통합                                                       |
| 350  | 지방도 제350호선 | 적성 ~ 소흘선               | 경기도 파주시 법원읍 웅담리       | 경기도 포천시 소흘읍 이동교리      | 32.3km   |                                                                                      |
| 351  | 지방도 제351호선 | 병산 ~ 설악선               | 경기도 양평군 강상면 병산리       | 경기도 가평군 설악면 엄소리        | 32.04km  |                                                                                      |
| 352  | 지방도 제352호선 | 대곶 ~ 고촌선               | 경기도 김포시 대곶면 대명리       | 경기도 김포시 양촌면 누산리        | 9.6km    | 국가지원지방도 제84호선에 통합                                                       |
| 362  | 지방도 제362호선 | 화도 ~ 적목선               | 경기도 남양주시 화도읍 창현리     | 경기도 가평군 북면 적목리          | 51.2km   | 지방도 제368호선, 지방도 제387호선으로 분할                                          |
| 363  | 지방도 제363호선 | 덕소 ~ 북면선               | 경기도 남양주시 와부읍 도곡리     | 경기도 가평군 외서면 호명리        | 41.9km   | 2002년 2월 14일 폐지                                                                 |
| 365  | 지방도 제365호선 | 능서 ~ 산북선               | 경기도 여주군 능서면 왕대리       | 경기도 여주군 산북면 상품리        | 28.41km  | 현재 지방도 제333호선의 일부                                                         |
| 368  | 지방도 제368호선 | 통일동산 ~ 미산선           | 경기도 파주시 탄현면 성동리       | 경기도 연천군 미산면 삼화리        | 53.48km  | 현재 지방도 제360호선의 일부                                                         |
| 383  | 지방도 제383호선 | 율면 ~ 대월선               | 경기도 이천시 율면 석산리         | 경기도 이천시 대월면 대포리        | 21.76km  | 국가지원지방도 제70호선 지방도 제333호선으로 분할                                    |
| 387  | 지방도 제387호선 | 진천 ~ 고삼선               | 경기도 안성시 금광면 옥정리       | 경기도 안성시 보개면 동평리        | 24.47km  | 지방도 제302호선, 지방도 제325호선으로 분할                                          |
| 389  | 지방도 제389호선 | 성남 ~ 퇴촌선               | 경기도 성남시 중원구 하대원동     | 경기도 광주시 퇴촌면 도수리        | 25.8km   | 현재 지방도 제338호선의 일부                                                         |
| 390  | 지방도 제390호선 | 퇴계원 ~ 미금선             | 경기도 남양주시 퇴계원면 퇴계원리 | 경기도 남양주시 금곡동             | 7.0km    |                                                                                      |
| 391  | 지방도 제391호선 | 미금 ~ 진건선               | 경기도 남양주시 지금동            | 경기도 남양주시 진건읍 배양리      | 4.5km    | 현재 지방도 제383호선의 일부                                                         |

### 강원특별자치도 (400호대)
| 표지 | 노선 번호 | 명칭            | 시점                                  | 종점                                  | 길이      | 비고                     |
| ---- | --------- | --------------- | ------------------------------------- | ------------------------------------- | --------- | ------------------------ |
| 403  | 403       | 홍천 ~ 양구선   | 강원특별자치도 홍천군 서면 모곡리     | 강원특별자치도 양구군 양구읍 상리     | 98.465km  |                          |
| 404  | 404       | 문막 ~ 운계선   | 강원특별자치도 원주시 문막읍 포진리   | 강원특별자치도 원주시 귀래면 운계리   | 14.157km  |                          |
| 406  | 406       | 공근 ~ 화촌선   | 강원특별자치도 횡성군 공근면 학담리   | 강원특별자치도 홍천군 화촌면 군업리   | 37.823km  |                          |
| 407  | 407       | 용산 ~ 화천선   | 강원특별자치도 춘천시 신북읍 용산리   | 강원특별자치도 화천군 화천읍 하리     | 21.4km    |                          |
| 408  | 408       | 상걸 ~ 봉평선   | 강원특별자치도 홍천군 두촌면 자은리   | 강원특별자치도 평창군 용평면 백옥포리 | 72.53km   |                          |
| 409  | 409       | 흥업 ~ 서원선   | 강원특별자치도 원주시 호저면 만종리   | 강원특별자치도 횡성군 서원면 유현리   | 25.308km  |                          |
| 410  | 410       | 하진부 ~ 고단선 | 강원특별자치도 평창군 진부면 신기리   | 강원특별자치도 강릉시 왕산면 고단리   | 45.6km    |                          |
| 411  | 411       | 신림 ~ 둔내선   | 강원특별자치도 원주시 신림면 황둔리   | 강원특별자치도 횡성군 둔내면 현천리   | 39.436km  |                          |
| 414  | 414       | 고한 ~ 황지선   | 강원특별자치도 정선군 고한읍 고한리   | 강원특별자치도 태백시 혈동            | 21.8km    |                          |
| 415  | 415       | 영월 ~ 강릉선   | 강원특별자치도 영월군 북면 문곡리     | 강원특별자치도 강릉시 연곡면 행정리   | 111.79km  | 2017년 1월 6일 노선 통합 |
| 416  | 416       | 신리 ~ 월천선   | 강원특별자치도 삼척시 도계읍 신리     | 강원특별자치도 삼척시 원덕읍 월천리   | 31.204km  |                          |
| 418  | 418       | 현리 ~ 하광정선 | 강원특별자치도 인제군 기린면 현리     | 강원특별자치도 양양군 현북면 하광정리 | 68.293km  |                          |
| 420  | 420       | 동면 ~ 방림선   | 강원특별자치도 홍천군 영귀미면 좌운리 | 강원특별자치도 평창군 방림면 계촌리   | 53.64km   |                          |
| 421  | 421       | 노일 ~ 임계선   | 강원특별자치도 정선군 신동읍 예미리   | 강원특별자치도 삼척시 하장면 토산리   | 49.618km  |                          |
| 424  | 424       | 내면 ~ 덕산선   | 강원특별자치도 홍천군 내면 자운리     | 강원특별자치도 삼척시 근덕면 교가리   | 174.614km |                          |
| 426  | 426       | 서화 ~ 죽왕선   | 강원특별자치도 인제군 서화면 서화리   | 강원특별자치도 고성군 죽왕면 삼포리   | 41.5km    |                          |
| 427  | 427       | 황지 ~ 근덕선   | 강원특별자치도 삼척시 도계읍 구사리   | 강원특별자치도 삼척시 근덕면 동막리   | 37.8km    |                          |
| 442  | 442       | 횡성 ~ 안흥선   | 강원특별자치도 횡성군 횡성읍 추동리   | 강원특별자치도 횡성군 우천면 우항리   | 6.165km   |                          |
| 444  | 444       | 홍천 ~ 상남선   | 강원특별자치도 홍천군 홍천읍 갈마곡리 | 강원특별자치도 인제군 상남면 상남리   | 46.461km  |                          |
| 446  | 446       | 신남 ~ 진부선   | 강원특별자치도 인제군 남면 신남리     | 강원특별자치도 홍천군 내면 광원리     | 54.374km  |                          |
| 451  | 451       | 철정 ~ 현리선   | 강원특별자치도 홍천군 두촌면 철정리   | 강원특별자치도 인제군 상남면 상남리   | 32.448km  |                          |
| 453  | 453       | 원통 ~ 임당선   | 강원특별자치도 인제군 북면 원통리     | 강원특별자치도 양구군 동면 임당리     | 47.423km  |                          |
| 456  | 456       | 진부 ~ 강릉선   | 강원특별자치도 평창군 진부면 간평리   | 강원특별자치도 강릉시 성산면 구산리   | 30.376km  |                          |
| 460  | 460       | 화천 ~ 양구선   | 강원특별자치도 화천군 화천읍 대이리   | 강원특별자치도 양구군 양구읍 도사리   | 60.45km   |                          |
| 461  | 461       | 상서 ~ 간동선   | 강원특별자치도 화천군 상서면 다목리   | 강원특별자치도 화천군 간동면 간척리   | 54.483km  |                          |
| 463  | 463       | 사내 ~ 이천선   | 강원특별자치도 화천군 사내면 광덕리   | 강원특별자치도 철원군 철원읍 가단리   | 53.05km   |                          |
| 464  | 464       | 춘천 ~ 철원선   | 강원특별자치도 철원군 갈말읍 지경리   | 강원특별자치도 철원군 철원읍 월하리   | 22.519km  |                          |
| 494  | 494       | 청평 ~ 횡성선   | 강원특별자치도 홍천군 서면 모곡리     | 강원특별자치도 횡성군 공근면 상창봉리 | 42.556km  |                          |

### 충청북도 (500호대)
| 표지 | 노선 번호 | 명칭                        | 시점                                 | 종점                                  | 길이     | 비고                                                                                                  |
| ---- | --------- | --------------------------- | ------------------------------------ | ------------------------------------- | -------- | --- |
| 501  | 501       | 학산 ~ 옥천선               | 충청북도 영동군 학산면 황산리        | 충청북도 옥천군 옥천읍 금구리         | 33.56km  | |
| 502  | 502       | 회남 ~ 탄부선               | 충청북도 보은군 회남면 거교리        | 충청북도 보은군 탄부면 하장리         | 45.552km | |
| 504  | 504       | 세종 ~ 오송선               | 충청북도 청주시 흥덕구 오송읍 동평리 | 충청북도 청주시 흥덕구 오송읍 오송리  | 4.7km    | 2017년 7월 7일 신설                                                                                   |
| 505  | 505       | 용화 ~ 속리산선             | 충청북도 영동군 용화면 용화리        | 충청북도 보은군 속리산면 중판리       | 94.7km   | 2017년 7월 7일 노선 연장                                                                              |
| 507  | 507       | 강내 ~ 오창선               | 충청북도 청주시 흥덕구 강내면 저산리 | 충청북도 청주시 청원구 오창읍 창리    | 31.17km  | 2010년 9월 지방도 제508호선과 통합 2013년 7월 26일 지방도 제508호선에서 분리 2017년 7월 7일 노선 연장 |
| 508  | 508       | 오송 ~ 오창선               | 충청북도 청주시 흥덕구 오송읍 오송리 | 충청북도 제천시 한수면 탄지리         | 106.23km | 2017년 7월 7일 노선 연장 2022년 2월 1일 노선 변경                                                     |
| 509  | 509       | 회남 ~ 가덕선               | 충청북도 보은군 회남면 남대문리      | 충청북도 청주시 상당구 가덕면 병암리  | 32.17km  | |
| 511  | 511       | 미원 ~ 초평선               | 충청북도 청주시 상당구 미원면 미원리 | 충청북도 진천군 초평면 진암리         | 29.5km   | 2017년 7월 7일 노선 변경                                                                              |
| 512  | 512       | 청주 ~ 미원선               | 충청북도 청주시 상당구 문화동        | 충청북도 청주시 상당구 낭성면 관정리  | 16.4km   | |
| 513  | 513       | 초평 ~ 금왕선               | 충청북도 진천군 초평면 중석리        | 충청북도 음성군 금왕읍 호산리         | 31.7km   | 2017년 7월 7일 노선 변경                                                                              |
| 514  | 514       | 이원 ~ 황간선 영동 ~ 가산선 | 충청북도 옥천군 이원면 원동리        | 경상북도 칠곡군 가산면 석우리         | 61.37km  | |
| 516  | 516       | 초평 ~ 불정선               | 충청북도 진천군 초평면 용정리        | 충청북도 괴산군 불정면 목도리         | 42.45km  | |
| 517  | 517       | 송면 ~ 장연선               | 충청북도 괴산군 청천면 송면리        | 충청북도 괴산군 장연면 추점리         | 36.2km   | 경상북도 문경시 경유                                                                                  |
| 519  | 519       | 영춘 ~ 쌍용선 가곡 ~ 쌍용선 | 강원특별자치도 영월군 남면 토교리    | 충청북도 단양군 어상천면 석교리       | 23.22km  | |
| 522  | 522       | 제천 ~ 영춘선               | 충청북도 제천시 동현동               | 충청북도 단양군 영춘면 하리           | 35.4km   | |
| 525  | 525       | 청천 ~ 노은선               | 충청북도 괴산군 감물면 갈읍리        | 충청북도 음성군 감곡면 원당리         | 58.7km   | |
| 531  | 531       | 살미 ~ 부론선               | 충청북도 충주시 살미면 신매리        | 강원특별자치도 원주시 부론면 법천리   | 78.6km   | |
| 532  | 532       | 금가 ~ 어상천선             | 충청북도 충주시 동량면 사암리        | 충청북도 단양군 어상천면 연곡리       | 88.3km   | 2017년 7월 7일 노선 변경 2022년 2월 1일 노선 변경                                                     |
| 533  | 533       | 청천 ~ 대소선               | 충청북도 괴산군 청천면 화양리        | 충청북도 음성군 대소면 태생리         | 67.9km   | 2017년 7월 7일 신설                                                                                   |
| 540  | 540       | 용두 ~ 증평선               | 충청북도 청주시 청원구 오창읍 용두리 | 충청북도 증평군 증평읍 창동리         | 29.59km  | |
| 571  | 571       | 대전 ~ 창리선               | 충청북도 보은군 회남면 법수리        | 충청북도 청주시 상당구 미원면 운암리  | 30.9km   | |
| 575  | 575       | 청성 ~ 청천선               | 충청북도 옥천군 청성면 묘금리        | 충청북도 괴산군 청천면 청천리         | 79.9km   | |
| 592  | 592       | 청주 ~ 청천선               | 충청북도 청주시 청원구 내수읍 구성리 | 충청북도 괴산군 청안면 부흥리         | 14.31km  | |
| 595  | 595       | 단양 ~ 영월선 가곡 ~ 영춘선 | 충청북도 단양군 영춘면 하리          | 강원특별자치도 영월군 김삿갓면 진별리 | 24.3km   | |
| 599  | 599       | 소이 ~ 소태선               | 충청북도 음성군 소이면 대장리        | 충청북도 충주시 소태면 덕은리         | 40.16km  | |

### 충청남도 (600호대)
| 표지 | 노선 번호 | 명칭                          | 시점                                 | 종점                                 | 길이     | 비고                                               |
| ---- | --------- | ----------------------------- | ------------------------------------ | ------------------------------------ | -------- | -------------------------------------------------- |
| 601  | 601       | 부리 ~ 추부선                 | 충청남도 금산군 부리면 양곡리        | 충청남도 금산군 추부면 신평리        | 29.2km   |                                                    |
| 602  | 602       | 홍북 ~ 오가선                 | 충청남도 홍성군 홍북면 대동리        | 충청남도 예산군 오가면 월곡리        | 8.427km  | 2015년 9월 10일 신설                               |
| 603  | 603       | 안흥 ~ 이원선                 | 충청남도 태안군 근흥면 신진도리      | 충청남도 태안군 이원면 내리          | 43.3km   |                                                    |
| 604  | 604       | 광시 ~ 의당선 현도 ~ 조치원선 | 충청남도 예산군 광시면 관음리        | 충청북도 청주시 흥덕구 오송읍 오송리 | 96.72km  | 2012년 7월 1일 노선 단축                           |
| 606  | 606       | 웅천 ~ 청양선                 | 충청남도 보령시 웅천읍 관당리        | 충청남도 청양군 남양면 금정리        | 37.0km   |                                                    |
| 607  | 607       | 비인 ~ 대천선                 | 충청남도 서천군 비인면 성북리        | 충청남도 보령시 신흑동               | 34.4km   |                                                    |
| 609  | 609       | 천북 ~ 당진선                 | 충청남도 보령시 천북면 학성리        | 충청남도 당진시 채운동               | 105.3km  | 2023년 7월 31일 노선 연장                          |
| 610  | 610       | 대천 ~ 남양선                 | 충청남도 보령시 대천동               | 충청남도 청양군 남양면 금정리        | 54.303km |                                                    |
| 611  | 611       | 장항 ~ 석성선                 | 충청남도 서천군 장항읍 신창리        | 충청남도 부여군 석성면 비당리        | 55.3km   |                                                    |
| 613  | 613       | 화양 ~ 은산선                 | 충청남도 서천군 한산면 신성리        | 충청남도 부여군 은산면 나령리        | 39.1km   |                                                    |
| 615  | 615       | 합덕 ~ 석문선                 | 충청남도 당진시 합덕읍 운산리        | 충청남도 당진시 석문면 초락도리      | 41.7km   |                                                    |
| 616  | 616       | 홍성 ~ 송악선                 | 충청남도 홍성군 홍성읍 내법리        | 충청남도 아산시 송악면 역촌리        | 42.72km  |                                                    |
| 617  | 617       | 장항 ~ 미산선                 | 충청남도 서천군 장항읍 신창리        | 충청남도 보령시 미산면 도화담리      | 37.0km   |                                                    |
| 618  | 618       | 운산 ~ 정안선                 | 충청남도 서산시 운산면 갈산리        | 충청남도 공주시 정안면 문천리        | 58.4km   |                                                    |
| 619  | 619       | 화성 ~ 한진선                 | 충청남도 청양군 화성면 산정리        | 충청남도 당진시 송악읍 부곡리        | 78.1km   |                                                    |
| 622  | 622       | 합덕 ~ 신평선                 | 충청남도 당진시 우강면 창리          | 충청남도 당진시 송악읍 중흥리        | 17.4km   |                                                    |
| 623  | 623       | 인주 ~ 행정선                 | 충청남도 아산시 인주면 밀두리        | 충청남도 천안시 동남구 광덕면 행정리 | 49.5km   |                                                    |
| 624  | 624       | 인주 ~ 직산선                 | 충청남도 아산시 인주면 금성리        | 충청남도 천안시 서북구 성환읍 매주리 | 32.9km   |                                                    |
| 625  | 625       | 세도 ~ 우성선                 | 충청남도 부여군 세도면 가회리        | 충청남도 공주시 우성면 상서리        | 57.4km   |                                                    |
| 628  | 628       | 인주 ~ 천안선                 | 충청남도 아산시 인주면 밀두리        | 충청남도 아산시 음봉면 산동리        | 22.97km  |                                                    |
| 629  | 629       | 사곡 ~ 풍세선                 | 충청남도 공주시 사곡면 호계리        | 충청남도 천안시 동남구 풍세면 두남리 | 35.75km  |                                                    |
| 633  | 633       | 원당 ~ 가곡선                 | 충청남도 당진시 송악읍 반촌리        | 충청남도 당진시 송산면 가곡리        | 14.157km |                                                    |
| 634  | 634       | 학암포 ~ 성연선               | 충청남도 태안군 원북면 방갈리        | 충청남도 서산시 성연면 명천리        | 43.5km   |                                                    |
| 635  | 635       | 계북 ~ 대전선                 | 전북특별자치도 장수군 계북면 양악리  | 충청남도 금산군 복수면 지량리        | 85.4km   |                                                    |
| 643  | 643       | 화산 ~ 탄천선                 | 전북특별자치도 완주군 화산면 종리    | 충청남도 공주시 이인면 복룡리        | 44.1km   |                                                    |
| 645  | 645       | 두마 ~ 선장선                 | 충청남도 계룡시 엄사면 유동리        | 충청남도 아산시 선장면 군덕리        | 110.08km | 2017년 12월 29일 노선 변경                         |
| 647  | 647       | 해미 ~ 석문선                 | 충청남도 서산시 해미면 읍내리        | 충청남도 당진시 석문면 장고항리      | 50.3km   |                                                    |
| 649  | 649       | 고남 ~ 고대선                 | 충청남도 서산시 부석면 창리          | 충청남도 당진시 고대면 진관리        | 44.8km   |                                                    |
| 651  | 651       | 부여 ~ 공주선                 | 충청남도 부여군 부여읍 쌍북리        | 충청남도 공주시 신관동               | 30.5km   | 2012년 7월 1일 노선 단축                           |
| 691  | 691       | 벌곡 ~ 목천선                 | 충청남도 논산시 벌곡면 조동리        | 충청남도 천안시 동남구 목천읍 신계리 | 61.5km   | 2012년 7월 1일 노선 단축 2023년 7월 31일 노선 연장 |
| 693  | 693       | 전동 ~ 병천선                 | 충청남도 천안시 동남구 수신면 백자리 | 충청남도 천안시 동남구 병천면 병천리 | 8.68km   | 2012년 7월 1일 노선 단축 2017년 7월 7일 노선 변경  |
| 696  | 696       | 천안 ~ 청주선                 | 충청남도 천안시 동남구 병천면 탑원리 | 충청북도 청주시 흥덕구 가경동        | 24.46km  | 2017년 7월 7일 노선 변경                           |
| 697  | 697       | 운주 ~ 이인선                 | 전북특별자치도 완주군 운주면 장선리  | 충청남도 공주시 이인면 이인리        | 51.8km   |                                                    |

### 전북특별자치도 (700호대)
| 표지 | 노선 번호 | 명칭                        | 시점                                  | 종점                                   | 길이     | 비고 |
| ---- | --------- | --------------------------- | ------------------------------------- | -------------------------------------- | -------- | ---- |
| 701  | 701       | 정읍 ~ 김제선               | 전북특별자치도 정읍시 연지동          | 전북특별자치도 김제시 장화동           | 28.7km   |      |
| 702  | 702       | 성덕 ~ 백구선               | 전북특별자치도 김제시 성덕면 남포리   | 전북특별자치도 김제시 백구면 영상리    | 46.3km   |      |
| 703  | 703       | 위도선                      | 전북특별자치도 부안군 위도면 진리     | 전북특별자치도 부안군 위도면 식도리    | 23.8km   |      |
| 705  | 705       | 정읍 ~ 하서선               | 전북특별자치도 정읍시 연지동          | 전북특별자치도 부안군 하서면 석상리    | 47.3km   |      |
| 706  | 706       | 성산 ~ 용안선               | 전북특별자치도 군산시 성산면 고봉리   | 전북특별자치도 익산시 용안면 교동리    | 28.3km   |      |
| 707  | 707       | 줄포 ~ 부안선               | 전북특별자치도 부안군 줄포면 줄포리   | 전북특별자치도 부안군 부안읍 서외리    | 18.675km |      |
| 708  | 708       | 신림 ~ 칠보선               | 전북특별자치도 고창군 신림면 자포리   | 전북특별자치도 정읍시 칠보면 무성리    | 44.2km   |      |
| 709  | 709       | 옥서 ~ 성산선               | 전북특별자치도 군산시 옥서면 옥봉리   | 전북특별자치도 군산시 성산면 성덕리    | 31.326km |      |
| 710  | 710       | 줄포 ~ 고부선               | 전북특별자치도 부안군 줄포면 줄포리   | 전북특별자치도 정읍시 고부면 고부리    | 10.229km |      |
| 711  | 711       | 부량 ~ 용안선               | 전북특별자치도 김제시 부량면 옥정리   | 전북특별자치도 익산시 용안면 교동리    | 53.212km |      |
| 712  | 712       | 청하 ~ 전주선               | 전북특별자치도 김제시 청하면 동지산리 | 전북특별자치도 전주시 완산구 효자동2가 | 48.492km |      |
| 713  | 713       | 금구 ~ 반월선               | 전북특별자치도 김제시 금구면 대화리   | 전북특별자치도 전주시 덕진구 반월동    | 16.37km  |      |
| 714  | 714       | 금산 ~ 구이선               | 전북특별자치도 김제시 금산면 청도리   | 전북특별자치도 완주군 구이면 계곡리    | 51.0km   |      |
| 715  | 715       | 쌍치 ~ 원평선               | 전북특별자치도 순창군 쌍치면 금평리   | 전북특별자치도 김제시 금산면 금성리    | 38.3km   |      |
| 716  | 716       | 김제 ~ 전주선               | 전북특별자치도 김제시 옥산동          | 전북특별자치도 전주시 완산구 효자동2가 | 22.822km |      |
| 717  | 717       | 동계 ~ 운암선               | 전북특별자치도 순창군 동계면 현포리   | 전북특별자치도 임실군 운암면 쌍암리    | 52.2km   |      |
| 718  | 718       | 회현 ~ 망성선               | 전북특별자치도 군산시 회현면 대정리   | 전북특별자치도 익산시 망성면 신작리    | 45.1km   |      |
| 720  | 720       | 오산 ~ 금마선               | 전북특별자치도 익산시 오산면 장신리   | 전북특별자치도 익산시 금마면 동고도리  | 11.7km   |      |
| 721  | 721       | 남원 ~ 상관선               | 전북특별자치도 남원시 식정동          | 전북특별자치도 완주군 상관면 마치리    | 57.04km  |      |
| 722  | 722       | 웅포 ~ 왕궁선               | 전북특별자치도 익산시 웅포면 웅포리   | 전북특별자치도 익산시 왕궁면 동촌리    | 29.4km   |      |
| 723  | 723       | 삼례 ~ 장평선               | 전북특별자치도 완주군 삼례읍 삼례리   | 충청남도 부여군 양화면 내성리          | 71.3km   |      |
| 724  | 724       | 웅포 ~ 여산선               | 전북특별자치도 익산시 웅포면 고창리   | 전북특별자치도 익산시 여산면 두여리    | 19.9km   |      |
| 725  | 725       | 정천 ~ 금산선               | 전북특별자치도 진안군 정천면 봉학리   | 전북특별자치도 진안군 주천면 주양리    | 14.107km |      |
| 726  | 726       | 백운 ~ 천천선               | 전북특별자치도 진안군 백운면 운교리   | 전북특별자치도 장수군 천천면 연평리    | 41.4km   |      |
| 727  | 727       | 안성 ~ 무주선               | 전북특별자치도 무주군 안성면 죽천리   | 전북특별자치도 무주군 무주읍 읍내리    | 25.6km   |      |
| 729  | 729       | 무정 ~ 산내선               | 전북특별자치도 순창군 금과면 방성리   | 전북특별자치도 정읍시 산내면 장금리    | 36.9km   |      |
| 730  | 730       | 금과 ~ 주천선               | 전북특별자치도 순창군 금과면 방축리   | 전북특별자치도 남원시 주천면 장안리    | 62.9km   |      |
| 732  | 732       | 고산 ~ 동상선               | 전북특별자치도 완주군 고산면 삼기리   | 전북특별자치도 진안군 주천면 주양리    | 38.2km   |      |
| 733  | 733       | 상하 ~ 아산선               | 전북특별자치도 고창군 상하면 자룡리   | 전북특별자치도 고창군 아산면 대동리    | 23.9km   |      |
| 734  | 734       | 대산 ~ 심원선 대마 ~ 북이선 | 전라남도 장성군 북이면 사거리         | 전북특별자치도 고창군 대산면 매산리    | 112.57km |      |
| 735  | 735       | 봉남 ~ 익산선               | 전북특별자치도 김제시 봉남면 구정리   | 전북특별자치도 익산시 동산동           | 26.6km   |      |
| 736  | 736       | 외변산 ~ 원평선             | 전북특별자치도 부안군 진서면 운호리   | 전북특별자치도 김제시 금산면 원평리    | 67.229km |      |
| 737  | 737       | 덕동 ~ 고기선               | 전북특별자치도 남원시 주천면 고기리   | 전북특별자치도 남원시 산내면 덕동리    | 13.0km   |      |
| 740  | 740       | 여산 ~ 운주선               | 전북특별자치도 익산시 여산면 여산리   | 전북특별자치도 완주군 운주면 산북리    | 40.31km  |      |
| 741  | 741       | 소양 ~ 여산선               | 전북특별자치도 완주군 소양면 죽절리   | 전북특별자치도 익산시 여산면 원수리    | 31.3km   |      |
| 742  | 742       | 임실 ~ 백전선               | 전북특별자치도 임실군 임실읍 갈마리   | 경상남도 함양군 백전면 운산리          | 61.4km   |      |
| 743  | 743       | 운봉 ~ 천천선               | 전북특별자치도 남원시 운봉읍 북천리   | 전북특별자치도 장수군 천천면 오봉리    | 60.56km  |      |
| 744  | 744       | 옥서 ~ 나포선               | 전북특별자치도 군산시 옥서면 선연리   | 전북특별자치도 군산시 나포면 나포리    | 44.6km   |      |
| 745  | 745       | 순창 ~ 진안선               | 전북특별자치도 순창군 유등면 외이리   | 전북특별자치도 진안군 마령면 계서리    | 111.5km  |      |
| 747  | 747       | 신림 ~ 백산선               | 전북특별자치도 고창군 성내면 용교리   | 전북특별자치도 부안군 동진면 하장리    | 31.75km  |      |
| 749  | 749       | 산외 ~ 소양선               | 전북특별자치도 정읍시 산외면 종산리   | 전북특별자치도 완주군 동상면 신월리    | 49.85km  |      |
| 751  | 751       | 아영 ~ 산서선               | 전북특별자치도 남원시 아영면 청계리   | 전북특별자치도 장수군 산서면 이룡리    | 32.3km   |      |
| 792  | 792       | 복흥 ~ 순창선 복흥 ~ 용면선 | 전북특별자치도 순창군 복흥면 반월리   | 전북특별자치도 순창군 순창읍 백산리    | 26.923km |      |
| 795  | 795       | 진안 ~ 용담선               | 전북특별자치도 진안군 진안읍 군상리   | 전북특별자치도 진안군 용담면 송풍리    | 29.423km |      |
| 796  | 796       | 대산 ~ 무장선               | 전북특별자치도 고창군 대산면 매산리   | 전북특별자치도 순창군 무장면 무장리    | 17.26km  |      |
| 799  | 799       | 삼례 ~ 탄천선               | 전북특별자치도 완주군 삼례읍 삼례리   | 충청남도 공주시 탄천면 삼각리          | 64.482km |      |

### 전라남도 (800호대)
전라남도 구간 지방도는 1995년 12월 8일과 2003년 3월 27일에 대개편되어 현재에 이른다.
| 표지 | 노선 번호 | 명칭                        | 시점                                | 종점                                | 길이     | 비고                    |
| ---- | --------- | --------------------------- | ----------------------------------- | ----------------------------------- | -------- | ----------------------- |
| 801  | 801       | 고군 ~ 나산선               | 전라남도 진도군 고군면 지막리       | 전라남도 함평군 나산면 삼축리       | 101.6km  |                         |
| 803  | 803       | 임회 ~ 화원선               | 전라남도 진도군 임회면 연동리       | 전라남도 해남군 화원면 매월리       | 98.2km   |                         |
| 805  | 805       | 장산 ~ 영광선               | 전라남도 신안군 장산면 오음리       | 전라남도 영광군 영광읍 단주리       | 140.5km  |                         |
| 806  | 806       | 산이 ~ 송지선               | 전라남도 영암군 삼호읍 용당리       | 전라남도 해남군 송지면 송호리       | 73.56km  |                         |
| 808  | 808       | 손불 ~ 영광선               | 전라남도 함평군 손불면 대전리       | 전라남도 영광군 영광읍 남천리       | 33.3km   |                         |
| 811  | 811       | 몽탄 ~ 손불선               | 전라남도 무안군 무안읍 성암리       | 전라남도 함평군 손불면 월천리       | 38.5km   |                         |
| 815  | 815       | 일로 ~ 함평선               | 전라남도 무안군 일로읍 월암리       | 전라남도 함평군 함평읍 대덕리       | 37.3km   |                         |
| 816  | 816       | 영광 ~ 장성선               | 전북특별자치도 고창군 대산면 지석리 | 전북특별자치도 고창군 대산면 지석리 | 0.985km  | 지방도 제734호선의 일부 |
| 817  | 817       | 유치 ~ 화순선               | 전라남도 장흥군 유치면 늑용리       | 전라남도 화순군 화순읍 세량리       | 34.2km   |                         |
| 818  | 818       | 문평 ~ 춘양선               | 전라남도 나주시 문평면 안곡리       | 전라남도 화순군 춘양면 석정리       | 74.79km  |                         |
| 819  | 819       | 안양 ~ 금정선               | 전라남도 장흥군 안양면 수문리       | 전라남도 영암군 금정면 용흥리       | 114.65km |                         |
| 820  | 820       | 삼향 ~ 장평선               | 전라남도 무안군 삼향읍 임성리       | 전라남도 장흥군 유치면 늑용리       | 70.5km   |                         |
| 821  | 821       | 삼호 ~ 공산선               | 전라남도 영암군 삼호읍 동호리       | 전라남도 나주시 공산면 금곡리       | 54.1km   |                         |
| 822  | 822       | 남평 ~ 동복선               | 전라남도 나주시 대호동              | 전라남도 화순군 동복면 독상리       | 47.1km   |                         |
| 825  | 825       | 임자 ~ 나산선               | 전라남도 신안군 임자면 도찬리       | 전라남도 함평군 나산면 용두리       | 181.01km |                         |
| 827  | 827       | 북일 ~ 관산선               | 전라남도 해남군 북일면 흥촌리       | 전라남도 장흥군 관산읍 옥당리       | 40.6km   |                         |
| 830  | 830       | 고금 ~ 두원선               | 전라남도 강진군 성전면 성전리       | 전라남도 고흥군 두원면 운대리       | 107.4km  |                         |
| 835  | 835       | 장흥 ~ 영암선               | 전라남도 장흥군 장흥읍 충열리       | 전라남도 영암군 영암읍 학송리       | 23.5km   |                         |
| 836  | 836       | 장평 ~ 보성선               | 전라남도 장흥군 장평면 용강리       | 전라남도 장흥군 유치면 용문리       | 107.4km  |                         |
| 838  | 838       | 손불 ~ 나산선               | 전라남도 함평군 손불면 대전리       | 전라남도 함평군 나산면 이문리       | 28.09km  |                         |
| 839  | 839       | 웅치 ~ 이양선               | 전라남도 보성군 웅치면 강산리       | 전라남도 화순군 청풍면 신리         | 25.8km   |                         |
| 840  | 840       | 광양 ~ 입면선               | 전라남도 광양시 광양읍 목성리       | 전라남도 곡성군 입면 창정리         | 99.5km   |                         |
| 842  | 842       | 군서 ~ 홍농선               | 전라남도 영광군 군서면 남죽리       | 전라남도 영광군 홍농읍 계마리       | 27.0km   |                         |
| 843  | 843       | 점암 ~ 이양선               | 전라남도 고흥군 점암면 강산리       | 전라남도 화순군 이양면 옥리         | 84.1km   |                         |
| 845  | 845       | 회천 ~ 북내선               | 전라남도 보성군 회천면 영천리       | 전라남도 보성군 복내면 봉천리       | 38.5km   |                         |
| 851  | 851       | 풍양 ~ 득량선               | 전라남도 고흥군 풍양면 풍남리       | 전라남도 보성군 득량면 오봉리       | 41.3km   |                         |
| 855  | 855       | 도화 ~ 점암선               | 전라남도 고흥군 도화면 지죽리       | 전라남도 고흥군 점암면 연봉리       | 41.9km   |                         |
| 857  | 857       | 벌교 ~ 황전선               | 전라남도 보성군 벌교읍 봉림리       | 전라남도 순천시 황전면 괴목리       | 45.35km  |                         |
| 861  | 861       | 옥곡 ~ 산내선 옥곡 ~ 산동선 | 전라남도 광양시 옥곡면 신금리       | 전북특별자치도 남원시 산내면 덕동리 | 101.65km |                         |
| 863  | 863       | 남면 ~ 다압선               | 전라남도 여수시 남면 연도리         | 전라남도 광양시 다압면 신원리       | 137.91km |                         |
| 865  | 865       | 광양 ~ 토지선               | 전라남도 광양시 광양읍 초남리       | 전라남도 구례군 토지면 내동리       | 55.41km  |                         |
| 887  | 887       | 북면 ~ 담양선               | 전라남도 화순군 북면 원리           | 전라남도 담양군 담양읍 천변리       | 37.6km   |                         |
| 893  | 893       | 삼계 ~ 고창선               | 전라남도 장성군 삼계면 덕산리       | 전북특별자치도 고창군 성송면 판정리 | 13.1km   |                         |
| 895  | 895       | 회천 ~ 벌교선               | 전라남도 보성군 회천면 회령리       | 전라남도 보성군 벌교읍 추동리       | 57.0km   |                         |
| 897  | 897       | 송광 ~ 복흥선 송광 ~ 월산선 | 전라남도 순천시 송광면 신평리       | 전북특별자치도 순창군 복흥면 농암리 | 92.0km   |                         |
| 898  | 898       | 대전 ~ 고창선 대전 ~ 북일선 | 전라남도 담양군 대전면 대치리       | 전북특별자치도 고창군 고창읍 월산리 | 34.093km |                         |

아래 내용은 1995년 개편 이전 지방도 노선 목록이다. 일부 노선 번호는 현재도 사용중이다. 기준은 1985년 자료 기준이다.
| 표지 | 노선 번호        | 명칭            | 시점                          | 종점                                  | 길이     | 비고                                                                                             |
| ---- | ---------------- | --------------- | ----------------------------- | ------------------------------------- | -------- | ------------------------------------------------------------------------------------------------ |
| 801  | 지방도 제801호선 | 가학 ~ 영호선   | 전라남도 진도군 지산면 가학리 | 전라남도 해남군 화원면 별암리         | 90.18km  | 현재 지방도 제801호선의 일부                                                                     |
| 803  | 지방도 제803호선 | 인지 ~ 돈지선   | 전라남도 진도군 지산면 인지리 | 전라남도 진도군 의신면 돈지리         | 28.86km  | 현재 지방도 제803호선의 일부                                                                     |
| 806  | 지방도 제806호선 | 산이 ~ 해남선   | 전라남도 해남군 산이면 상공리 | 전라남도 해남군 마산면 성내리         | 24.959km | 현재 지방도 제806호선의 일부                                                                     |
| 807  | 지방도 제807호선 | 삼산 ~ 대흥사선 | 전라남도 해남군 삼산면 평활리 | 전라남도 해남군 삼산면 구림리(대흥사) | 5.0km    | 2003년까지 지방도 제806호선의 일부                                                               |
| 808  | 지방도 제808호선 | 함평 ~ 영광선   | 전라남도 함평군 대동면 금산리 | 전라남도 영광군 영광읍 남천리         | 38.195km | 현재 지방도 제808호선의 일부                                                                     |
| 809  | 지방도 제809호선 | 목포 ~ 함평선   | 전라남도 신안군 압해면 신장리 | 전라남도 무안군 무안읍 매곡리         | 37.82km  | 현재 국도 제77호선의 일부                                                                        |
| 810  | 지방도 제810호선 | 목포 ~ 삼호선   | 전라남도 목포시 대의동        | 전라남도 영암군 삼호면 용앙리         | 12.666km | 2007년 1월 5일 폐지                                                                              |
| 811  | 지방도 제811호선 | 목포 ~ 현경선   | 전라남도 목포시 석현동        | 전라남도 무안군 현경면 평산리         | 39.14km  | 현재 지방도 제820호선, 국가지원지방도 제49호선, 국가지원지방도 제60호선으로 분할                 |
| 812  | 지방도 제812호선 | 목포 ~ 금천선   | 전라남도 목포시 석현동        | 전라남도 나주시 현경면 평산리         | 50.7km   | 현재 지방도 제820호선, 국가지원지방도 제49호선, 국도 제23호선, 국도 제3호선으로 분할             |
| 813  | 지방도 제813호선 | 어란 ~ 강진선   | 전라남도 해남군 송지면 어란리 | 전라남도 강진군 도암면 계라리         | 70.194km | 현재 국도 제77호선, 국가지원지방도 제55호선으로 분할                                             |
| 814  | 지방도 제814호선 | 성전 ~ 병영선   | 전라남도 강진군 성전면 월평리 | 전라남도 강진군 도암면 계라리         | 11.58km  | 현재 지방도 제830호선의 일부                                                                     |
| 815  | 지방도 제815호선 | 청호 ~ 청계선   | 전라남도 무안군 일로읍 청호리 | 전라남도 무안군 청계면 청계리         | 11.58km  | 현재 국가지원지방도 제49호선, 지방도 제815호선으로 분할                                          |
| 816  | 지방도 제816호선 | 영광 ~ 담양선   | 전라남도 영광군 대마면 원흥리 | 전라남도 장성군 동화면 월산리         | 23.623km | 현재 지방도 제734호선의 일부                                                                     |
| 817  | 지방도 제817호선 | 남평 ~ 도암선   | 전라남도 화순군 화순읍 앵남리 | 전라남도 장성군 동화면 월산리         | 23.623km | 현재 지방도 제816호선, 지방도 제734호선으로 분할                                                 |
| 818  | 지방도 제818호선 | 영산포 ~ 하대선 | 전라남도 나주시 이창동        | 전라남도 장성군 동화면 월산리         | 122.77km | 현재 지방도 제818호선, 국가지원지방도 제58호선으로 분할                                          |
| 819  | 지방도 제819호선 | 해남 ~ 송정선   | 전라남도 해남군 옥천면 신죽리 | 전라남도 나주시 남평면 평산리         | 67.347km | 1989년 4월 19일 광산군, 송정시 구간 단축 현재 지방도 제819호선, 국가지원지방도 제55호선으로 분할 |
| 821  | 지방도 제821호선 | 영암 ~ 함평선   | 전라남도 영암군 영암읍 송평리 | 전라남도 나주시 공산면 금곡리         | 24.416km | 현재 지방도 제821호선의 일부                                                                     |
| 822  | 지방도 제822호선 | 남평 ~ 한천선   | 전라남도 나주시 남평면 동사리 | 전라남도 화순군 한천면 오음리         | 22.154km | 현재 지방도 제822호선의 일부                                                                     |
| 825  | 지방도 제825호선 | 문평 ~ 장성선   | 전라남도 나주시 문평면 옥당리 | 전라남도 장성군 황룡면 옥정리         | 21.936km | 현재 지방도 제825호선의 일부                                                                     |
| 826  | 지방도 제826호선 | 광주 ~ 남원선   | 전라남도 담양군 고서면 보촌리 | 전라남도 곡성군 고달면 백곡리         | 48.083km | 현재 국가지원지방도 제60호선의 일부                                                              |
| 827  | 지방도 제827호선 | 완도 ~ 해남선   | 전라남도 완도군 완도읍 군내리 | 전라남도 해남군 해남읍 성내리         | 53.07km  | 현재 국도 제77호선, 국가지원지방도 제55호선, 지방도 제827호선의 일부                             |
| 829  | 지방도 제829호선 | 마량 ~ 영암선   | 전라남도 강진군 마량면 마량리 | 전라남도 강진군 성전면 월남리         | 41.606km | 현재 국도 제77호선, 지방도 제827호선의 일부                                                      |
| 831  | 지방도 제831호선 | 나주 ~ 삼도선   | 전라남도 나주시 성북동        | 전라남도 나주시 노안면 양천리         | 41.606km | 1989년 4월 19일 광산군 구간 단축 현재 지방도 제822호선의 일부                                    |
| 832  | 지방도 제832호선 | 죽학 ~ 선암사선 | 전라남도 순천시 승주읍 죽학리 | 전라남도 순천시 승주읍 선암사         | 3.3km    |                                                                                                  |
| 834  | 지방도 제834호선 | 낙수 ~ 송광선   | 전라남도 순천시 송광면 신평리 | 전라남도 순천시 송광면 송광사         | 4.0km    | 현재 지방도 제897호선의 일부                                                                     |
| 835  | 지방도 제835호선 | 남포 ~ 영암선   | 전라남도 장흥군 용산면 상발리 | 전라남도 영암군 영암읍 학송리         | 40.781km | 현재 지방도 제819호선, 국도 제23호선, 지방도 제835호선으로 분할                                  |
| 836  | 지방도 제836호선 | 장평 ~ 보성선   | 전라남도 장흥군 장평면 용강리 | 전라남도 보성군 보성읍 용문리         | 18.033km | 현재 지방도 제836호선의 일부                                                                     |
| 837  | 지방도 제837호선 | 칠량 ~ 안양선   | 전라남도 강진군 칠량면 영동리 | 전라남도 장흥군 안양면 수양리         | 31.11km  | 현재 지방도 제827호선, 국도 제77호선의 일부                                                      |
| 839  | 지방도 제839호선 | 웅치 ~ 이양선   | 전라남도 보성군 웅치면 강산리 | 전라남도 화순군 청풍면 신리           | 24.547km | 현재 지방도 제839호선의 일부                                                                     |
| 840  | 지방도 제840호선 | 선평 ~ 금호선   | 전라남도 순천시 서면 선평리   | 전라남도 광양시 금호동                | 25.94km  | 현재 지방도 제840호선, 국도 제2호선의 일부                                                       |
| 842  | 지방도 제842호선 | 홍농 ~ 법성선   | 전라남도 영광군 홍농읍 계마리 | 전라남도 영광군 법성면 법성리         | 11.832km | 현재 지방도 제842호선의 일부                                                                     |
| 844  | 지방도 제844호선 | 백수 ~ 영광선   | 전라남도 영광군 백수읍 하사리 | 전라남도 영광군 영광읍 남전리         | 15.21km  | 현재 국도 제77호선, 지방도 제805호선의 일부                                                      |
| 845  | 지방도 제845호선 | 회천 ~ 복내선   | 전라남도 보성군 회천면 동율리 | 전라남도 보성군 복내면 복내리         | 38.454km | 현재 지방도 제845호선의 일부                                                                     |
| 851  | 지방도 제851호선 | 풍남 ~ 대전선   | 전라남도 고흥군 풍양면 풍남리 | 전라남도 고흥군 두원면 대전리         | 24.153km | 현재 지방도 제851호선의 일부                                                                     |
| 855  | 지방도 제855호선 | 내발 ~ 조성선   | 전라남도 고흥군 도화면 발포리 | 전라남도 보성군 조성면 매전리         | 52.16km  | 현재 지방도 제855호선, 국도 제15호선, 국도 제77호선의 일부                                       |
| 857  | 지방도 제857호선 | 벌교 ~ 황전선   | 전라남도 보성군 벌교읍 벌교리 | 전라남도 순천시 황전면 괴목리         | 45.687km | 현재 지방도 제857호선의 일부                                                                     |
| 859  | 지방도 제859호선 | 소라 ~ 삼일선   | 전라남도 여천군 소라면 죽림리 | 전라남도 여천시 낙포동                | 18.855km | 현재 국도 제77호선의 일부                                                                        |
| 861  | 지방도 제861호선 | 선소 ~ 광의선   | 전라남도 광양시 골약동        | 전라남도 구례군 산동면 좌사리         | 90.048km | 현재 지방도 제840호선, 국가지원지방도 제58호선, 지방도 제861호선의 일부                          |
| 863  | 지방도 제863호선 | 백야 ~ 광양선   | 전라남도 여천군 화양면 세포리 | 전라남도 광양시 광양읍 덕례리         | 59.2km   | 현재 국가지원지방도 제22호선, 지방도 제863호선으로 분할                                          |
| 865  | 지방도 제865호선 | 하포 ~ 토지선   | 전라남도 광양시 황금동        | 전라남도 구례군 토지면 내동리         | 64.315km | 현재 지방도 제865호선의 일부                                                                     |
| 869  | 지방도 제869호선 | 망덕 ~ 섬거선   | 전라남도 광양시 진월면 망덕리 | 전라남도 광양시 진상면 섬거리         | 7.625km  | 현재 국도 제2호선의 일부                                                                         |
| 887  | 지방도 제887호선 | 이천 ~ 담양선   | 전라남도 화순군 북면 원리     | 전라남도 담양군 담양읍 천변리         | 37.555km | 현재 지방도 제887호선의 일부                                                                     |
| 891  | 지방도 제891호선 | 약수 ~ 농암선   | 전라남도 장성군 북하면 약수리 | 전라남도 장성군 북하면 중평리         | 3.77km   | 1984년 4월 20일 신설 현재 국가지원지방도 제49호선의 일부                                         |
| 892  | 지방도 제892호선 | 정읍 ~ 순창선   | 전라남도 담양군 용면 용치리   | 전라남도 담양군 용면 용연리           | 5.225km  | 현재 지방도 제792호선의 일부                                                                     |
| 893  | 지방도 제893호선 | 삼계 ~ 고창선   | 전라남도 장성군 삼계면 수옥리 | 전라남도 장성군 삼계면 덕산리         | 9.4km    | 현재 지방도 제893호선의 일부                                                                     |
| 894  | 지방도 제894호선 | 고창 ~ 담양선   | 전라남도 장성군 북이면 사거리 | 전라남도 담양군 담양읍 양각리         | 32.429km | 현재 국가지원지방도 제15호선의 일부                                                              |
| 895  | 지방도 제895호선 | 회천 ~ 겸백선   | 전라남도 보성군 회천면 회령리 | 전라남도 보성군 복내면 용전리         | 38.7km   | 현재 지방도 제895호선의 일부                                                                     |
| 898  | 지방도 제898호선 | 장성 ~ 고창선   | 전라남도 장성군 장성읍 영천리 | 전라남도 장성군 북일면 문암리         | 19.535km | 현재 국도 제1호선, 지방도 제708호선의 일부                                                       |

아래 내용은 2003년 개편 이전 지방도 노선 목록이다. 일부 노선 번호는 현재도 사용중이다. 기준은 2003년 자료 기준이다.
| 표지 | 노선 번호        | 명칭            | 시점                                  | 종점                                        | 길이         | 비고                                                                             |
| ---- | ---------------- | --------------- | ------------------------------------- | ------------------------------------------- | ------------ | -------------------------------------------------------------------------------- |
| 801  | 지방도 제801호선 | 가학 ~ 나산선   | 전라남도 진도군 지산면 가학리         | 전라남도 함평군 나산면 삼축리               | 131.19km     | 현재 지방도 제801호선의 일부                                                     |
| 803  | 지방도 제803호선 | 인지 ~ 돈지선   | 전라남도 진도군 지산면 인지리         | 전라남도 진도군 의신면 돈지리               | 28.9km       |                                                                                  |
| 805  | 지방도 제805호선 | 안좌 ~ 지도선   | 전라남도 신안군 비금면 가산리         | 전라남도 신안군 지도읍 읍내리               | 61.3km       | 현재 국도 제2호선, 지방도 제805호선의 일부                                       |
| 806  | 지방도 제806호선 | 산이 ~ 해남선   | 전라남도 해남군 산이면 금호리         | 전라남도 해남군 삼산면 구림리               | 36.3km       | 현재 지방도 제806호선의 일부                                                     |
| 808  | 지방도 제808호선 | 함평 ~ 영광선   | 전라남도 함평군 대동면 금산리         | 전라남도 영광군 영광읍 남천리               | 40.62km      | 현재 지방도 제808호선의 일부                                                     |
| 810  | 지방도 제810호선 | 목포 ~ 삼호선   | 전라남도 목포시 만호동                | 전라남도 영암군 삼호읍 용당리               | 12.1km       |                                                                                  |
| 811  | 지방도 제811호선 | 몽탄 ~ 무안선   | 전라남도 무안군 몽탄면 청용리         | 전라남도 무안군 무안읍 성동리               | 30.05km      | 현재 지방도 제820호선, 국가지원지방도 제49호선, 국가지원지방도 제60호선으로 분할 |
| 814  | 지방도 제814호선 | 성전 ~ 병영선   | 전라남도 강진군 성전면 월평리         | 전라남도 강진군 병영면 성남리               | 11.6km       | 현재 지방도 제830호선의 일부                                                     |
| 815  | 지방도 제815호선 | 일로 ~ 함평선   | 전라남도 무안군 일로읍 월암리         | 전라남도 함평군 함평읍 대덕리               | 36.52km      | 현재 국가지원지방도 제49호선, 지방도 제815호선으로 분할                          |
| 816  | 지방도 제816호선 | 영광 ~ 장성선   | 전라남도 영광군 대마면 원흥리         | 전라남도 장성군 황룡면 월평리               | 29.41km      | 현재 지방도 제734호선의 일부                                                     |
| 817  | 지방도 제817호선 | 도암 ~ 앵남선   | 전라남도 화순군 도암면 원천리         | 전라남도 화순군 화순읍 세량리               | 34.2km       | 현재 지방도 제816호선, 지방도 제734호선으로 분할                                 |
| 818  | 지방도 제818호선 | 봉황 ~ 춘양선   | 전라남도 나주시 봉황면 신동리         | 전라남도 화순군 춘양면 화림리               | 37.5km       | 현재 지방도 제818호선, 국가지원지방도 제58호선으로 분할                          |
| 819  | 지방도 제819호선 | 이일시 ~ 앵남선 | 전라남도 해남군 옥천면 신계리(이일시) | 전라남도 화순군 화순읍 앵남리               | 45.87km      | 현재 지방도 제819호선, 국가지원지방도 제55호선으로 분할                          |
| 820  | 지방도 제820호선 | 일로 ~ 장평선   | 전라남도 무안군 일로읍 월암리         | 전라남도 장흥군 장평면 봉림리               | 57.56km      |                                                                                  |
| 821  | 지방도 제821호선 | 영암 ~ 공산선   | 전라남도 영암군 영암읍 송평리         | 전라남도 나주시 공산면 금곡리               | 24.4km       | 현재 지방도 제821호선의 일부                                                     |
| 822  | 지방도 제822호선 | 남평 ~ 동복선   | 전라남도 나주시 남평읍 동사리         | 전라남도 화순군 동복면 독상리               | 38.2km       | 현재 지방도 제822호선의 일부                                                     |
| 825  | 지방도 제825호선 | 문평 ~ 나산선   | 전라남도 나주시 문평면 옥당리         | 전라남도 함평군 나산면 용두리               | 16.1km       | 현재 지방도 제825호선의 일부                                                     |
| 827  | 지방도 제827호선 | 북일 ~ 삼산선   | 전라남도 완도군 완도읍 군내리         | 전라남도 해남군 삼산면 평활리               | 9.7km        | 현재 국도 제77호선, 국가지원지방도 제55호선, 지방도 제827호선의 일부             |
| 829  | 지방도 제829호선 | 고금 ~ 성전선   | 전라남도 완도군 고금면 덕암리         | 전라남도 강진군 성전면 월남리               | 15.18km      | 현재 국도 제77호선, 지방도 제827호선의 일부                                      |
| 830  | 지방도 제830호선 | 완도 ~ 약산선   | 전라남도 완도군 완도읍 신기리         | 전라남도 완도군 약산면 어수리               | 24.1km       |                                                                                  |
| 831  | 지방도 제831호선 | 나주 ~ 노안선   | 전라남도 나주시 성북동                | 전라남도 나주시 노안면 양천리               | 7.7km        |                                                                                  |
| 834  | 지방도 제834호선 | 낙수 ~ 송광사선 | 전라남도 순천시 송광면 신평리         | 전라남도 순천시 송광면 신평리               | 4.0km        | 현재 지방도 제897호선의 일부                                                     |
| 835  | 지방도 제835호선 | 장흥 ~ 영암선   | 전라남도 장흥군 장흥읍 충렬리         | 전라남도 영암군 영암읍 학송리               | 23.5km       | 현재 지방도 제819호선, 국도 제23호선, 지방도 제835호선으로 분할                  |
| 836  | 지방도 제836호선 | 장평 ~ 보성선   | 전라남도 장흥군 장평면 용강리         | 전라남도 보성군 보성읍 용문리               | 18.0km       | 현재 지방도 제836호선의 일부                                                     |
| 837  | 지방도 제837호선 | 칠량 ~ 안양선   | 전라남도 강진군 칠량면 영동리         | 전라남도 장흥군 안양면 수양리               | 15.66km      | 현재 지방도 제827호선, 국도 제77호선의 일부                                      |
| 838  | 지방도 제838호선 | 손불 ~ 나산선   | 전라남도 함평군 손불면 대전리         | 전라남도 함평군 나산면 이문리               | 29.64km      |                                                                                  |
| 839  | 지방도 제839호선 | 웅치 ~ 이양선   | 전라남도 보성군 웅치면 장산리         | 전라남도 화순군 청풍면 신리                 | 25.84km      | 현재 지방도 제839호선의 일부                                                     |
| 840  | 지방도 제840호선 | 광양 ~ 죽곡선   | 전라남도 광양시 광양읍 목성리         | 전라남도 곡성군 죽곡면 남양리               | 58.5km       | 현재 지방도 제840호선, 국도 제2호선의 일부                                       |
| 842  | 지방도 제842호선 | 홍농 ~ 법성선   | 전라남도 영광군 홍농읍 계마리         | 전라남도 영광군 법성면 법성리               | 11.832km     | 현재 지방도 제842호선의 일부                                                     |
| 843  | 지방도 제843호선 | 도화 ~ 벌교선   | 전라남도 고흥군 도화면 지죽리(죽도)   | 전라남도 보성군 벌교읍 장좌리               | 74.9km       | 현재 국도 제77호선, 지방도 제843호선의 일부                                      |
| 844  | 지방도 제844호선 | 임자 ~ 영광선   | 전라남도 신안군 임자면 광산리         | 전라남도 영광군 영광읍 신하리               | 79.95km      | 현재 국도 제77호선, 지방도 제805호선, 지방도 제825호선의 일부                    |
| 845  | 지방도 제845호선 | 회천 ~ 복내선   | 전라남도 보성군 회천면 동율리         | 전라남도 보성군 복내면 복내리               | 38.5km       | 현재 지방도 제845호선의 일부                                                     |
| 851  | 지방도 제851호선 | 도양 ~ 득량선   | 전라남도 고흥군 도양면 봉암리         | 전라남도 보성군 득량면 오봉리               | 41.26km      | 현재 지방도 제851호선의 일부                                                     |
| 855  | 지방도 제855호선 | 내발 ~ 조성선   | 전라남도 고흥군 도화면 내발리         | 전라남도 보성군 조성면 매현리               | 25.76km      | 현재 지방도 제855호선, 국도 제15호선, 국도 제77호선의 일부                       |
| 857  | 지방도 제857호선 | 벌교 ~ 황전선   | 전라남도 보성군 벌교읍 벌교리         | 전라남도 순천시 황전면 괴목리               | 45.0km       | 현재 지방도 제857호선의 일부                                                     |
| 861  | 지방도 제861호선 | 옥곡 ~ 산내선   | 전라남도 광양시 옥곡면 신금리         | 전라남도 구례군 산동면 좌사리               | 87.198km     | 현재 지방도 제840호선, 국가지원지방도 제58호선, 지방도 제861호선의 일부          |
| 862  | 지방도 제862호선 | 점암 ~ 화양선   | 전라남도 고흥군 점암면 강산리         | 전라남도 여수시 화양면 화동리               | 10.2km       | 현재 국도 제77호선, 국가지원지방도 제22호선의 일부                               |
| 863  | 지방도 제863호선 | 남면 ~ 다압선   | 전라남도 여수시 남면 연도리           | 전라남도 광양시 다압면 신원리               | 137.91km     | 현재 국가지원지방도 제22호선, 지방도 제863호선으로 분할                          |
| 865  | 지방도 제865호선 | 광양 ~ 토지선   | 전라남도 광양시 광양읍 초남리         | 전라남도 구례군 토지면 내동리               | 55.41km      | 현재 지방도 제865호선의 일부                                                     |
| 887  | 지방도 제887호선 | 이천 ~ 담양선   | 전라남도 화순군 북면 원리             | 전라남도 담양군 담양읍 천변리               | 37.6km       | 현재 지방도 제887호선의 일부                                                     |
| 893  | 지방도 제893호선 | 삼계 ~ 고창선   | 전라남도 장성군 삼계면 수옥리         | 전라북도 고창군 성송면 판정리<--전라북도--> | 전남 9.4km   | 현재 지방도 제893호선의 일부                                                     |
| 895  | 지방도 제895호선 | 회천 ~ 외서선   | 전라남도 보성군 회천면 회령리         | 전라남도 보성군 벌교읍 추동리               | 57.0km       | 현재 지방도 제895호선의 일부                                                     |
| 898  | 지방도 제898호선 | 대전 ~ 고창선   | 전라남도 담양군 대전면 대치리         | 전라북도 고창군 고창읍 월산리               | 전남 31.67km | 현재 국도 제1호선, 지방도 제708호선의 일부                                       |

### 경상북도 (900호대)

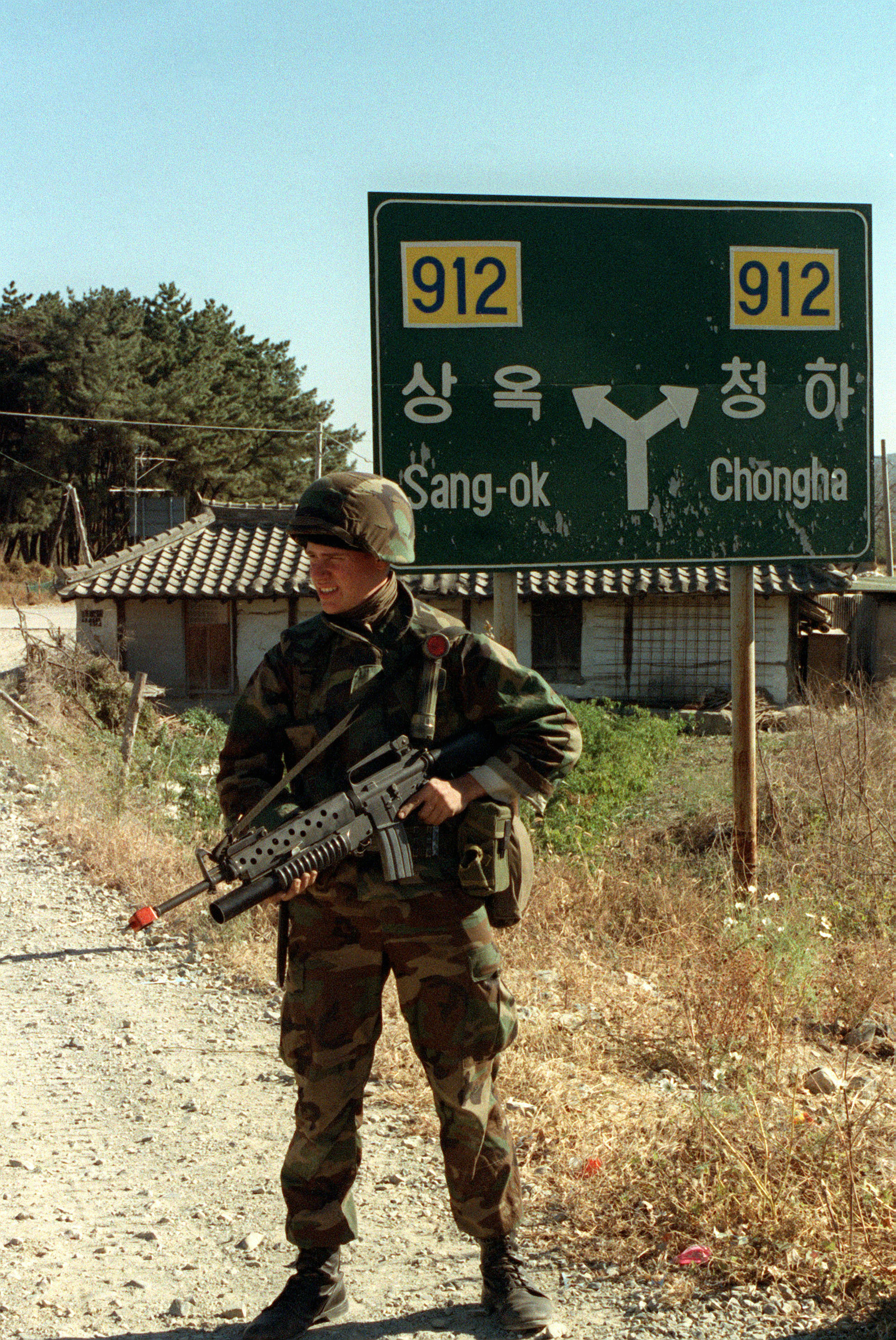
1988년 당시 포항 지역을 지나던 지방도 제912호선 표기.
경상북도 구간 지방도는 1996년에 대개편되어 현재에 이른다.

| 표지 | 노선 번호 | 명칭                        | 시점                          | 종점                                   | 길이     | 비고                 |
| ---- | --------- | --------------------------- | ----------------------------- | -------------------------------------- | -------- | -------------------- |
| 901  | 901       | 지례 ~ 봉현선 구성 ~ 상리선 | 경상북도 김천시 지례면 교리   | 경상북도 영주시 봉현면 오현리          | 195.68km | 충청북도 영동군 경유 |
| 902  | 902       | 청도 ~ 각북선               | 경상북도 청도군 청도읍 초현리 | 경상북도 청도군 각북면 오산리          | 30.71km  |                      |
| 903  | 903       | 성주 ~ 금수선               | 경상북도 성주군 가천면 창천리 | 경상북도 성주군 금수강산면 영천리      | 91.16km  |                      |
| 904  | 904       | 고경 ~ 양남선               | 경상북도 영천시 고경면 청정리 | 경상북도 경주시 양남면 하서리          | 70.55km  |                      |
| 905  | 905       | 성산 ~ 원평선               | 경상북도 고령군 성산면 기족리 | 경상북도 구미시 원평동                 | 66.72km  |                      |
| 908  | 908       | 신녕 ~ 주왕산선             | 경상북도 영천시 신녕면 화서리 | 경상북도 청송군 주왕산면 주산지리      | 66.77km  |                      |
| 909  | 909       | 와촌 ~ 고경선               | 경상북도 경산시 와촌면 음양리 | 경상북도 영천시 고경면 덕정리          | 56.26km  |                      |
| 910  | 910       | 석포 ~ 원덕선               | 경상북도 봉화군 석포면 대현리 | 강원특별자치도 삼척시 가곡면 풍곡리    | 18.92km  |                      |
| 911  | 911       | 지품 ~ 일월선               | 경상북도 영덕군 지품면 황장리 | 경상북도 영양군 일월면 가곡리          | 42.46km  |                      |
| 912  | 912       | 청리 ~ 현서선               | 경상북도 상주시 청리면 청하리 | 경상북도 청송군 현서면 구산리          | 102.9km  |                      |
| 913  | 913       | 수륜 ~ 낙동선               | 경상북도 성주군 수륜면 신정리 | 경상북도 상주시 낙동면 낙동리          | 100.39km |                      |
| 914  | 914       | 풍천 ~ 영덕선               | 경상북도 안동시 풍산읍 괴정리 | 경상북도 영덕군 영덕읍 우곡리          | 151.9km  |                      |
| 915  | 915       | 평은 ~ 춘양선               | 경상북도 영주시 평은면 오운리 | 경상북도 봉화군 춘양면 서벽리          | 45.95km  |                      |
| 916  | 916       | 아포 ~ 풍산선               | 경상북도 김천시 아포읍 국사리 | 경상북도 안동시 풍산읍 안교리          | 92.1km   |                      |
| 917  | 917       | 석보 ~ 매화선               | 경상북도 영양군 석보면 요원리 | 경상북도 울진군 매화면 덕신리          | 166.1km  |                      |
| 918  | 918       | 물야 ~ 영해선               | 경상북도 봉화군 물야면 북지리 | 경상북도 영덕군 영해면 성내리          | 103.39km |                      |
| 919  | 919       | 매전 ~ 신녕선               | 경상북도 청도군 매전면 당호리 | 경상북도 영천시 신녕면 치산리          | 77.47km  |                      |
| 920  | 920       | 예안 ~ 영양선               | 경상북도 안동시 예안면 인계리 | 경상북도 영양군 영양읍 서부리          | 45.64km  |                      |
| 921  | 921       | 산내 ~ 죽장선               | 경상북도 경주시 산내면 대현리 | 경상북도 포항시 북구 죽장면 상옥리     | 92.91km  |                      |
| 922  | 922       | 가은 ~ 청천선               | 경상북도 문경시 가은읍 완장리 | 경상북도 문경시 가은읍 갈전리          | 17.52km  |                      |
| 923  | 923       | 선남 ~ 문경선               | 경상북도 칠곡군 지천면 신리   | 경상북도 문경시 문경읍 갈평리          | 160.11km | 군위군 구간 제외     |
| 924  | 924       | 모전 ~ 와룡선               | 경상북도 문경시 모전동        | 경상북도 안동시 와룡면 태리            | 79.8km   |                      |
| 925  | 925       | 매전 ~ 영천선               | 경상북도 청도군 매전면 관하리 | 경상북도 영천시 도동                   | 45.47km  |                      |
| 927  | 927       | 구미 ~ 단양선               | 경상북도 구미시 고아읍 봉한리 | 충청북도 단양군 대강면 장림리          | 114.24km | 군위군 구간 제외     |
| 928  | 928       | 동로 ~ 도산선               | 경상북도 문경시 동로면 수평리 | 경상북도 안동시 도산면 가송리          | 85.59km  |                      |
| 929  | 929       | 감포 ~ 구룡포선             | 경상북도 경주시 감포읍 대본리 | 경상북도 포항시 남구 구룡포읍 구룡포리 | 73.83km  |                      |
| 930  | 930       | 금성 ~ 청하선               | 경상북도 의성군 금성면 도경리 | 경상북도 포항시 북구 청하면 서정리     | 116.38km |                      |
| 931  | 931       | 감천 ~ 물야선               | 경상북도 예천군 감천면 포리   | 경상북도 봉화군 물야면 오록리          | 46.86km  |                      |
| 933  | 933       | 와룡 ~ 소천선               | 경상북도 안동시 와룡면 가구리 | 경상북도 봉화군 소천면 임기리          | 46.28km  |                      |
| 935  | 935       | 길안 ~ 영춘선 임동 ~ 영춘선 | 경상북도 안동시 임동면 중평리 | 충청북도 단양군 영춘면 오사리          | 126.5km  |                      |
| 945  | 945       | 양남 ~ 강동선               | 경상북도 경주시 양남면 신대리 | 경상북도 경주시 강동면 인동리          | 53.07km  |                      |
| 997  | 997       | 김천 ~ 상주선               | 경상북도 김천시 개령면 광천리 | 경상북도 상주시 화북면 운흥리          | 88.46km  |                      |

| 표지 | 노선 번호 | 명칭            | 시점                          | 종점                                 | 길이      | 비고                                                                                          |
| ---- | --------- | --------------- | ----------------------------- | ------------------------------------ | --------- | --------------------------------------------------------------------------------------------- |
| 901  | 901       | 금수 ~ 김천선   | 경상북도 성주군 금수면 영천리 | 경상북도 김천시 양천동               | 20.762km  | 현재 지방도 제903호선의 일부                                                                  |
| 903  | 903       | 아포 ~ 상주선   | 경상북도 김천시 아포읍 국사리 | 경상북도 상주시 남성동               | 41.73km   | 현재 지방도 제916호선의 일부                                                                  |
| 904  | 904       | 김천 ~ 가산선   | 경상북도 김천시 지좌동        | 경상북도 칠곡군 가산면 석우리        | 41.134km  | 현재 지방도 제514호선(구 지방도 제906호선)의 일부                                             |
| 905  | 905       | 위천 ~ 김천선   | 경상북도 고령군 성산면 득성리 | 경상북도 김천시 남면 부상리          | 46.17km   | 현재 지방도 제905호선의 일부                                                                  |
| 906  | 906       | 포항 ~ 양포선   | 경상북도 포항시 (남구) 청림동 | 경상북도 포항시 지행면 양포리        | 21.314km  | 현재 지방도 제929호선의 일부                                                                  |
| 907  | 907       | 적중 ~ 해평선   | 경상남도 합천군 적중면        | 경상북도 구미시 해평면 양천동        | 84.892km  | 지방도 제907호선, 국가지원지방도 제67호선, 국도 제67호선으로 분할                             |
| 908  | 908       | 왜관 ~ 죽전선   | 경상북도 칠곡군 왜관읍 왜관리 | 경상북도 영천시 화북면 죽전리        | 83.356km  | 국가지원지방도 제67호선, 국가지원지방도 제79호선, 지방도 제908호선으로 분할                   |
| 910  | 910       | 김천 ~ 안계선   | 경상북도 김천시 용호동        | 경상북도 의성군 단밀면 낙정리        | 55.144km  | 국도 제59호선, 국도 제33호선, 국도 제25호선, 지방도 제912호선에 분할                          |
| 911  | 911       | 청도 ~ 대구선   | 경상북도 청도군 각남면 예리리 | 경상북도 달성군 가창면 용계리        | 22.3km    | 현재 국가지원지방도 제30호선의 일부                                                           |
| 912  | 912       | 의성 ~ 구룡포선 | 경상북도 의성군 의성읍 후죽리 | 경상북도 달성군 가창면 용계리        | 161.269km | 지방도 제912호선, 국가지원지방도 제68호선, 국가지원지방도 제20호선, 지방도 제929호선에 분할   |
| 913  | 913       | 가은 ~ 장연선   | 경상북도 문경시 가은읍 왕능리 | 충청북도 괴산군 장연면 추점리        | 46.76km   | 현재 지방도 제922호선의 일부                                                                  |
| 914  | 914       | 의성 ~ 청송선   | 경상북도 의성군 의성읍 후죽리 | 경상북도 문경시 가은읍 완장리        | 56.13km   | 현재 지방도 제914호선의 일부                                                                  |
| 915  | 915       | 평은 ~ 풍기선   | 경상북도 영주시 평은면 오운리 | 경상북도 영주시 풍기읍 성내리        | 58.447km  | 지방도 제915호선, 지방도 제931호선으로 분할                                                   |
| 916  | 916       | 상주 ~ 풍산선   | 경상북도 상주시 냉림동        | 경상북도 안동시 풍산읍 안교리        | 52.07km   | 현재 지방도 제916호선의 일부                                                                  |
| 917  | 917       | 금성 ~ 예천선   | 경상북도 의성군 금성면 대리리 | 경상북도 예천군 호명면 월포리        | 58.13km   | 현재 지방도 제927호선의 일부                                                                  |
| 918  | 918       | 봉화 ~ 강구선   | 경상북도 봉화군 봉화읍 포저리 | 경상북도 영덕군 강구면 강구리        | 143.526km | 지방도 제918호선, 국가지원지방도 제20호선으로 분할                                            |
| 919  | 919       | 안동 ~ 현동선   | 경상북도 안동시 서부동        | 경상북도 봉화군 소천면 현동리        | 66.612km  | 현재 지방도 제933호선의 일부                                                                  |
| 920  | 920       | 모동 ~ 현서선   | 경상북도 상주시 모동면 신천리 | 경상북도 청송군 현서면 화목리        | 105.624km | 현재 국가지원지방도 제68호선의 일부                                                           |
| 921  | 921       | 언양 ~ 영천선   | 경상남도 울산시 울주구 언양면 | 경상북도 영천시 북안면 고지리        | 59.7km    | 현재 지방도 제921호선의 일부                                                                  |
| 923  | 923       | 영천 ~ 영덕선   | 경상북도 영천시 동부동        | 경상북도 영덕군 지품면 신양리        | 81.26km   | 현재 국가지원지방도 제69호선의 일부                                                           |
| 924  | 924       | 영양 ~ 평해선   | 경상북도 영양군 일월면 칠성리 | 경상북도 울진군 평해읍 평해리        | 35.3km    | 현재 국도 제88호선의 일부                                                                     |
| 925  | 925       | 경주 ~ 청하선   | 경상북도 경주시 구정동        | 경상북도 포항시 (남구) 청하면 서정리 | 42.58km   | 지방도 제904호선, 국가지원지방도 제68호선으로 분할                                            |
| 926  | 926       | 울릉일주선      | 경상북도 울릉군 울릉읍 도동리 | 경상북도 울릉군 울릉읍 도동리        | 34.84km   | 현재 국가지원지방도 제90호선의 일부                                                           |
| 927  | 927       | 영천 ~ 포항선   | 경상북도 김천시 고경면 덕정리 | 경상북도 포항시 (남구) 연일읍 괴정리 | 41.554km  | 현재 지방도 제904호선, 지방도 제927호선의 일부                                                |
| 928  | 928       | 청송 ~ 영덕선   | 경상북도 청송군 청송읍 청운리 | 경상북도 영덕군 달산면 대지리        | 37.4km    | 현재 지방도 제914호선의 일부                                                                  |
| 929  | 929       | 양북 ~ 오천선   | 경상북도 경주시 양북면 대본리 | 경상북도 영일군 오천면 세계리        | 34.3km    | 현재 지방도 제929호선의 일부                                                                  |
| 973  | 973       | 예천 ~ 단양선   | 경상북도 예천군 예천읍 노하리 | 경상북도 예천군 효자면 용두리        | 23.885km  | 현재 지방도 제927호선의 일부                                                                  |
| 975  | 975       | 낙동 ~ 단양선   | 경상북도 상주시 낙동면 낙동리 | 경상북도 문경시 동로면 적성리        | 77.635km  | 현재 국도 제59호선의 일부                                                                     |
| 977  | 977       | 김천 ~ 마성선   | 경상북도 김천시 대항면 덕천리 | 경상북도 문경시 마성면 모곡리        | 102.219km | 지방도 제906호선, 국가지원지방도 제49호선, 국가지원지방도 제32호선, 지방도 제901호선으로 분할 |
| 985  | 985       | 언양 ~ 우보선   | 경상남도 울산시 울주구 언양면 | 대구광역시 군위군 우보면 이화리      | 117.895km | 국가지원지방도 제69호선, 지방도 제919호선으로 분할                                            |
| 987  | 987       | 밀양 ~ 경산선   | 경상남도 밀양시 상동면 옥산리 | 경상북도 경산시 진량읍 선화리        | 56.46km   | 현재 국도 제58호선, 지방도 제919호선의 일부                                                   |
| 992  | 992       | 중평 ~ 점촌선   | 경상북도 상주시 화북면 입석리 | 경상북도 상주시 함창읍 구향리        | 40.718km  | 현재 국가지원지방도 제32호선의 일부                                                           |
| 997  | 997       | 거창 ~ 김천선   | 경상남도 거창군 거창읍 상림리 | 경상북도 김천시 지좌동               | 69.881km  | 현재 국도 제59호선의 일부                                                                     |
| 998  | 998       | 영월 ~ 현동선   | 강원도 영월군 하동면 진별리   | 경상북도 봉화군 춘양면 소로리        | 53.26km   | 현재 국가지원지방도 제88호선의 일부                                                           |
| 999  | 999       | 임동 ~ 부석선   | 경상북도 안동시 임동면 중평리 | 경상북도 영주시 부석면 소천리        | 97.56km   | 현재 지방도 제935호선의 일부                                                                  |

### 경상남도 (1000호대)
| 표지 | 노선 번호 | 명칭                        | 시점                                     | 종점                                   | 길이      | 비고 |
| ---- | --------- | --------------------------- | ---------------------------------------- | -------------------------------------- | --------- | ---- |
| 1001 | 1001      | 하이 ~ 고제선               | 경상남도 고성군 하이면 덕호리            | 경상남도 거창군 고제면 개명리          | 170.14km  |      |
| 1002 | 1002      | 금남 ~ 구산선               | 경상남도 하동군 금남면 노량리            | 경상남도 창원시 마산합포구 구산면 심리 | 103.3km   |      |
| 1003 | 1003      | 대방 ~ 악양선               | 경상남도 사천시 대방동                   | 경상남도 하동군 악양면 평사리          | 68.9km    |      |
| 1004 | 1004      | 사봉 ~ 내서선               | 경상남도 진주시 사봉면 무촌리            | 경상남도 창원시 마산회원구 내서읍 중리 | 37.89km   |      |
| 1005 | 1005      | 서포 ~ 단성선               | 경상남도 사천시 서포면 비토리            | 경상남도 산청군 단성면 창촌리          | 47.0km    |      |
| 1006 | 1006      | 명석 ~ 차황선               | 경상남도 진주시 명석면 우수리            | 경상남도 산청군 차황면 신기리          | 39.5km    |      |
| 1007 | 1007      | 마암 ~ 상봉선               | 경상남도 고성군 마암면 화산리            | 경상남도 진주시 상봉동                 | 68.9km    |      |
| 1008 | 1008      | 부림 ~ 하남선               | 경상남도 의령군 부림면 경산리            | 경상남도 밀양시 하남읍 양동리          | 40.268km  |      |
| 1009 | 1009      | 거류 ~ 초전선               | 경상남도 고성군 거류면 신용리            | 경상남도 진주시 초전동                 | 52.7km    |      |
| 1010 | 1010      | 하이 ~ 동해선               | 경상남도 고성군 하이면 덕호리            | 경상남도 고성군 동해면 양촌리          | 77.6km    |      |
| 1011 | 1011      | 가야 ~ 대양선 부림 ~ 고령선 | 경상남도 함안군 가야읍 말산리            | 경상북도 고령군 쌍림면 안림리          | 65.6km    |      |
| 1013 | 1013      | 초전 ~ 가례선               | 경상남도 진주시 초전동                   | 경상남도 의령군 가례면 양성리          | 29.206km  |      |
| 1014 | 1014      | 화개 ~ 수곡선               | 경상남도 하동군 화개면 용강리            | 경상남도 진주시 수곡면 대천리          | 39.8km    |      |
| 1016 | 1016      | 선구 ~ 영현선               | 경상남도 사천시 선구동                   | 경상남도 고성군 영현면 대법리          | 29.6km    |      |
| 1018 | 1018      | 사등 ~ 장목선               | 경상남도 거제시 사등면 덕호리            | 경상남도 거제시 장목면 유호리          | 106.8km   |      |
| 1020 | 1020      | 용호 ~ 봉황선               | 경상남도 창원시 성산구 용호동            | 경상남도 김해시 봉황동                 | 25.4km    |      |
| 1021 | 1021      | 미수 ~ 남지선               | 경상남도 통영시 미수동                   | 경상남도 창녕군 남지읍 고곡리          | 174.664km |      |
| 1022 | 1022      | 남지 ~ 교동선               | 경상남도 창녕군 남지읍 칠현리            | 경상남도 양산시 교동                   | 84.19km   |      |
| 1023 | 1023      | 간전 ~ 함양선 화개 ~ 함양선 | 경상남도 하동군 화개면 탑리              | 경상남도 함양군 함양읍 구룡리          | 53.3km    |      |
| 1024 | 1024      | 설천 ~ 창선선               | 경상남도 남해군 설천면 덕신리            | 경상남도 남해군 창선면 수산리          | 127.5km   |      |
| 1026 | 1026      | 산청 ~ 대양선               | 경상남도 산청군 산청읍 지리              | 경상남도 합천군 대양면 정양리          | 48.2km    |      |
| 1028 | 1028      | 원동 ~ 웅상선               | 경상남도 양산시 원동면 선리              | 경상남도 양산시 용당동                 | 38.2km    |      |
| 1029 | 1029      | 진전 ~ 정곡선               | 경상남도 창원시 마산합포구 진전면 양촌리 | 경상남도 의령군 정곡면 죽전리          | 39.41km   |      |
| 1030 | 1030      | 완암 ~ 생곡선               | 경상남도 창원시 성산구 완암동            | 경상남도 김해시 장유동                 | 17.7km    |      |
| 1034 | 1034      | 유림 ~ 성산선               | 경상남도 함양군 유림면 서주리            | 경상남도 창녕군 성산면 방리            | 128.01km  |      |
| 1036 | 1036      | 가야 ~ 고령선               | 경상남도 합천군 가야면 매안리            | 경상북도 고령군 쌍림면 고곡리          | 16.3km    |      |
| 1037 | 1037      | 개천 ~ 궁유선               | 경상남도 고성군 개천면 가천리            | 경상남도 의령군 궁류면 압곡리          | 45.9km    |      |
| 1040 | 1040      | 대곡 ~ 칠북선               | 경상남도 진주시 대곡면 월아리            | 경상남도 함안군 칠북면 화천리          | 85.547km  |      |
| 1041 | 1041      | 칠원 ~ 가회선               | 경상남도 함안군 칠원읍 구성리            | 경상남도 합천군 가회면 도탄리          | 60.222km  |      |
| 1042 | 1042      | 진영 ~ 봉황선               | 경상남도 김해시 진영읍 설창리            | 경상남도 김해시 봉황동                 | 21.4km    |      |
| 1047 | 1047      | 악양 ~ 시천선               | 경상남도 하동군 악양면 정동리            | 경상남도 산청군 시천면 외공리          | 32.6km    |      |
| 1049 | 1049      | 축동 ~ 명석선               | 경상남도 사천시 축동면 탑리              | 경상남도 진주시 명석면 외율리          | 32.1km    |      |
| 1051 | 1051      | 어곡 ~ 단장선               | 경상남도 양산시 어곡동                   | 경상남도 밀양시 단장면 범도리          | 24.3km    |      |
| 1077 | 1077      | 동면 ~ 상동선               | 경상남도 양산시 동면 여락리              | 경상남도 밀양시 상동면 고정리          | 83.42km   |      |
| 1080 | 1080      | 이방 ~ 내이선               | 경상남도 창녕군 이방면 안리              | 경상남도 밀양시 내이동                 | 63.7km    |      |
| 1084 | 1084      | 함양 ~ 율곡선               | 경상남도 함양군 함양읍 삼산리            | 경상남도 합천군 율곡면 와리            | 83.55km   |      |
| 1089 | 1089      | 신등 ~ 부항선               | 경상남도 산청군 신등면 단계리            | 경상북도 김천시 부항면 월곡리          | 105.4km   |      |
| 1099 | 1099      | 봉산 ~ 대덕선 남상 ~ 대덕선 | 경상남도 거창군 남상면 전척리            | 경상북도 김천시 대덕면 대리            | 49.28km   |      |

| 표지 | 노선 번호 | 명칭              | 시점                          | 종점                          | 길이      | 비고 |
| ---- | --------- | ----------------- | ----------------------------- | ----------------------------- | --------- | --- |
| 1001 | 100○      | 산청 ~ 서하선     | 경상남도 산청군 산청읍        | 경상남도 함양군 서화면 송계리 | 50.2km    | 국가지원지방도 제60호선, 국가지원지방도 제37호선의 일부 일부는 그대로 존속                                                        |
| 1002 | 1002      | 노량진 ~ 배둔선   | 경상남도 하동군 금남면 노량리 | 경상남도 고성군 회화면 배둔리 | 73.116km  | 현재 지방도 제1002호선의 일부 |
| 1003 | 1003      | 서포 ~ 옥종선     | 경상남도 사천시 서포면        | 경상남도 하동군 옥종면        | 39.019km  | 현재 지방도 제1003호선의 일부 |
| 1004 | 1004      | 진주 ~ 마산선     | 경상남도 진주시 강남동        | 경상남도 마산시 내서읍 중리   | 66.42km   | 지방도 제1013호선, 국도 제79호선으로 분할                                                                                         |
| 1005 | 1005      | 서포 ~ 단성선     | 경상남도 사천시 서포면 선전리 | 경상남도 산청군 단성면 창촌리 | 48.181km  | 현재 지방도 제1005호선의 일부 |
| 1006 | 1006      | 단성 ~ 신원선     | 경상남도 산청군 신안면 원지리 | 경상남도 거창군 신원면        | 39.865km  | 현재 국도 제59호선의 일부 |
| 1007 | 1007      | 배둔 ~ 문산선     | 경상남도 고성군 회화면 배둔리 | 경상남도 진주시 문산읍 삼곡리 | 29.18km   | 현재 지방도 제1007호선의 일부 |
| 1008 | 1008      | 합천 ~ 수산선     | 경상남도 합천군 합천읍        | 경상남도 밀양시 하남읍 수산리 | 69.792km  | 국가지원지방도 제60호선, 지방도 제1008호선으로 분할                                                                               |
| 1009 | 1009      | 노산 ~ 문산선     | 경상남도 통영시 광도면        | 경상남도 진주시 문산읍        | 54.33km   | 국도 제77호선, 지방도 제1009호선으로 분할                                                                                         |
| 1010 | 1010      | 삼천포 ~ 당동선   | 경상남도 삼천포시 동금동      | 경상남도 고성군 거류면 당동리 | 49.978km  | 현재 지방도 제1010호선의 일부 |
| 1011 | 1011      | 함안 ~ 합천선     | 경상남도 함안군 가야읍        | 경상남도 의령군 유곡면        | 47.793km  | 지방도 제1011호선, 국가지원지방도 제60호선, 국도 제33호선으로 분할                                                                |
| 1015 | 1015      | 창원 ~ 밀양선     | 경상남도 창원시 의창구 동면   | 경상남도 밀양시 내이동        | 49.909km  | 국가지원지방도 제30호선, 국도 제24호선으로 분할                                                                                   |
| 1016 | 1016      | 삼천포 ~ 오산선   | 경상남도 삼천포시 동금동      | 경상남도 고성군 상리면 오산리 | 26.389km  | 현재 지방도 제1016호선의 일부 |
| 1017 | 1017      | 송정 ~ 밀양선     | 경상남도 김해시 부원동        | 경상남도 밀양시 삼문동        | 44.835km  | 국도 제58호선에 편입 |
| 1018 | 1018      | 거제 ~ 동부해안선 | 경상남도 거제시 사등면 덕호리 | 경상남도 거제시 연초면        | 103.176km | 현재 지방도 제1018호선의 일부 |
| 1019 | 1019      | 송덕 ~ 덕하해안선 | 경상남도 양산시 기장읍        | 경상남도 울산시 울주구 청량면 | 27.884km  | 일부 국도 제31호선에 편입 |
| 1020 | 1020      | 마산 ~ 김해선     | 경상남도 마산시 합포구        | 경상남도 김해시 봉황동        | 37.419km  | 현재 지방도 제1020호선의 일부 |
| 1022 | 1022      | 삼랑진 ~ 양산선   | 경상남도 밀양시 삼랑진읍      | 경상남도 양산시 남부동        | 38.2km    | 현재 지방도 제1022호선과 동일 |
| 1023 | 1023      | 하동 ~ 쌍계사선   | 경상남도 하동군 하동읍        | 경상남도 하동군 화개면 운수리 | 25.385km  | 현재 지방도 제1023호선의 일부 |
| 1024 | 1024      | 고현 ~ 창선선     | 경상남도 남해군 고현면        | 경상남도 남해군 창선면        | 54.94km   | 현재 지방도 제1024호선의 일부 |
| 1025 | 1025      | 무거 ~ 두서선     | 경상남도 울산시 남구 무거동   | 경상남도 울산시 울주구 두서면 | 18.903km  | 1998년 폐지 |
| 1026 | 1026      | 대병 ~ 합천선     | 경상남도 합천군 대병면        | 경상남도 합천군 합천읍        | 22.1km    | 현재 지방도 제1026호선의 일부 |
| 1027 | 1027      | 방어진 ~ 정자선   | 경상남도 울산시 동구 방어동   | 경상남도 울산시 울주구 강동면 | 21.9km    | 1998년 폐지 |
| 1032 | 1032      | 사봉 ~ 함안선     | 경상남도 진주시 사봉면        | 경상남도 함안군 가야읍        | 23.708km  | 지방도 제1004호선, 국도 제79호선으로 분할                                                                                         |
| 1033 | 1033      | 묘산 ~ 해인사선   | 경상남도 합천군 묘산면        | 경상남도 합천군 가야면 치인리 | 24.37km   | 현재 지방도 제1084호선의 일부 |
| 1035 | 1035      | 남포 ~ 함안선     | 경상남도 마산시 구산면 난포리 | 경상남도 함안군 가야읍        | 38.921km  | 지방도 제1002호선, 지방도 제1021호선, 국도 제79호선으로 분할                                                                      |
| 1040 | 1040      | 남지 ~ 진양선     | 경상남도 창녕군 남지읍        | 경상남도 김해시 진영읍 진영리 | 39.138km  | 지방도 제1040호선, 국가지원지방도 제60호선, 국도 제25호선으로 분할                                                                |
| 1041 | 1041      | 칠원 ~ 신반선     | 경상남도 함안군 칠원면 구성리 | 경상남도 의령군 부림면        | 32.402km  | 현재 지방도 제1041호선의 일부 |
| 1042 | 1042      | 진영 ~ 김해선     | 경상남도 김해시 진영읍        | 경상남도 김해시 서상동        | 25.644km  | 현재 지방도 제1042호선의 일부 |
| 1043 | 1043      | 남지 ~ 직포선     | 경상남도 창녕군 남지읍        | 경상남도 창녕군 유어면        | 23.693km  | 지방도 제1008호선, 국도 제79호선으로 분할                                                                                         |
| 1044 | 1044      | 밀양 ~ 표충사선   | 경상남도 밀양시 교동          | 경상남도 밀양시 단장면 구천리 | 23.964km  | 국도 제24호선, 지방도 제1077호선으로 분할                                                                                         |
| 1045 | 1045      | 창원 ~ 북면선     | 경상남도 창원시 성산구 용호동 | 경상남도 창원시 의창구 북면   | 15.832km  | 2003년 일부구간 국도 제79호선에 편입                                                                                              |
| 1052 | 1052      | 통도사 ~ 신평선   | 경상남도 양산시 하북면 지산리 | 경상남도 양산시 하북면        | 0.587km   | |
| 1077 | 1077      | 동래 ~ 양산선     | 경상남도 양산시               | 경상남도 양산시 동면          | 7.613km   | 현재 지방도 제1077호선의 일부 |
| 1079 | 1079      | 진성 ~ 미천선     | 경상남도 진주시 진성면        | 경상남도 진주시 미천면 안간리 | 24.8km    | 현재 지방도 제1007호선의 일부 |
| 1080 | 1080      | 합천 ~ 부곡선     | 경상남도 합천군 합천읍        | 경상남도 창녕군 부곡면        | 87.45km   | 지방도 제1034호선, 지방도 제1080호선, 국도 제79호선으로 분할                                                                      |
| 1081 | 1081      | 신평 ~ 덕하선     | 경상남도 양산시 하북면 순지리 | 경상남도 울산시 울주구 청량면 | 29.3km    | |
| 1082 | 1082      | 서상 ~ 마리선     | 경상남도 함양군 서상면        | 경상남도 거창군 마리면 율리   | 35.8km    | 국가지원지방도 제79호선의 일부 |
| 1084 | 1084      | 함양 ~ 우회선     | 경상남도 함양군 수동면 화산리 | 경상남도 함양군 수동면        | 80.953km  | 지방도 제1084호선, 지방도 제1001호선, 국가지원지방도 제37호선, 국가지원지방도 제60호선, 지방도 제1034호선, 국도 제59호선으로 분할 |
| 1089 | 1089      | 삼가 ~ 무풍선     | 경상남도 합천군 삼가면        | 전라북도 무주군 무풍면 현내리 | 118.868km | 국가지원지방도 제60호선, 지방도 제1089호선으로 분할                                                                               |
| 1093 | 1093      | 적포 ~ 현풍선     | 경상남도 합천군 청덕면 적포리 | 경상북도 달성군 현풍면 원교리 | 21.543km  | 국가지원지방도 제67호선의 일부 |
| 1099 | 1099      | 웅양 ~ 대덕선     | 경상남도 거창군 웅양면        | 경상북도 김천시 대덕면 대리   | 7.495km   | 현재 지방도 제1099호선의 일부 |

### 제주도 (1100호대)
| 표지 | 노선 번호 | 명칭                        | 시점                                  | 종점                                  | 길이     | 비고                  |
| ---- | --------- | --------------------------- | ------------------------------------- | ------------------------------------- | -------- | --------------------- |
| 1112 | 1112      | 비자림로 (평대 ~ 봉개선)    | 제주특별자치도 제주시 구좌읍 평대리   | 제주특별자치도 제주시 봉개동          | 27.3km   | 1960년 2월 22일 지정  |
| 1114 | 1114      | 추자로                      | 제주특별자치도 제주시 추자면 대서리   | 제주특별자치도 제주시 추자면 예초리   | 5.9km    | 1965년 12월 27일 지정 |
| 1115 | 1115      | 제2산록도로 (용수 ~ 상효선) | 제주특별자치도 제주시 한경면 용수리   | 제주특별자치도 서귀포시 상효동        | 43.9km   | 1981년 6월 17일 지정  |
| 1116 | 1116      | 한창로 (창천 ~ 한림선)      | 제주특별자치도 서귀포시 안덕면 창천리 | 제주특별자치도 제주시 한림읍 한림리   | 14.3km   | 1979년 4월 26일 지정  |
| 1117 | 1117      | 제1산록도로 (곽지 ~ 월평선) | 제주특별자치도 제주시 애월읍 곽지리   | 제주특별자치도 제주시 월평동          | 20.8km   | 1979년 4월 26일 지정  |
| 1118 | 1118      | 남조로 (남원 ~ 조천선)      | 제주특별자치도 서귀포시 남원읍 남원리 | 제주특별자치도 제주시 조천읍 조천리   | 29.83km  | 1995년 10월 5일 지정  |
| 1119 | 1119      | 서성로 (서귀포 ~ 성산선)    | 제주특별자치도 서귀포시 남원읍 하례리 | 제주특별자치도 서귀포시 성산읍 성산리 | 33.9km   | 1995년 10월 5일 지정  |
| 1120 | 1120      | 대한로 (대정 ~ 한림선)      | 제주특별자치도 서귀포시 대정읍 하모리 | 제주특별자치도 제주시 한림읍 한림리   | 18.0km   | 1995년 10월 5일 지정  |
| 1121 | 1121      | 제안로 (안덕 ~ 제주선)      | 제주특별자치도 서귀포시 안덕면 대서리 | 제주특별자치도 제주시 노형동          | 41.7km   | 2003년 4월 7일 지정   |
| 1122 | 1122      | 제성로 (제주 ~ 성산선)      | 제주특별자치도 제주시 조천읍 선흘리   | 제주특별자치도 서귀포시 성산읍 온평리 | 28.2km   | 2003년 4월 7일 지정   |
| 1131 | 1131      | 5·16도로 (천지 ~ 삼도일선)  | 제주특별자치도 서귀포시 토평동        | 제주특별자치도 제주시 일도1동         | 40.56km  | 2007년 1월 26일 지정  |
| 1132 | 1132      | 제1우회도로 (일주도로)      | 제주특별자치도 제주시 일도1동         | 제주특별자치도 제주시 일도1동         | 176.07km | 2007년 1월 26일 지정  |
| 1135 | 1135      | 평화로 (보성 ~ 광령선)      | 제주특별자치도 서귀포시 대정읍 보성리 | 제주특별자치도 제주시 애월읍 광령리   | 29.0km   | 2007년 1월 26일 지정  |
| 1136 | 1136      | 제2우회도로 (중산간도로)    | 제주특별자치도 제주시 아라2동         | 제주특별자치도 제주시 아라2동         | 172.28km | 2007년 1월 26일 지정  |
| 1139 | 1139      | 1100도로 (오라 ~ 중문선)    | 제주특별자치도 서귀포시 중문동        | 제주특별자치도 제주시 노형동          | 35.1km   | 2007년 1월 26일 지정  |

## 폐지된 지방도
다음 지방도는 도로현황조서 또는 각 도로관리청에 의해 폐지된 지방도이다. 일부 지도 및 표지판에는 이 사실이 반영되지 않아 아직도 아래 노선들이 현재 존재하는 것으로 오기하는 경우도 있다.
| 표지 | 노선 번호 | 명칭              | 시점                                 | 종점                          | 길이     | 비고                                              |
| ---- | --------- | ----------------- | ------------------------------------ | ----------------------------- | -------- | ------------------------------------------------- |
| 303  | 303       | 석천 ~ 시화선     | 경기도 화성시 우정면                 | 경기도 시흥시 정왕동          | 50.0km   | 2005년 3월 28일 폐지                              |
| 307  | 307       | 풍무 ~ 사우선     | 경기도 김포시 풍무동                 | 경기도 김포시 사우동          | 2.9km    | 2005년 3월 28일 폐지                              |
| 308  | 308       | 성남 ~ 중부선     | 경기도 성남시 수정구 복정동          | 경기도 광주시 중부면 광지원리 | 14.7km   | 2005년 3월 28일 폐지 지방도 제342호선으로 재지정  |
| 312  | 312       | 팽성 ~ 과천선     | 경기도 평택시 팽성읍 객사리          | 경기도 과천시 선암동          | 61.61km  | 2005년 3월 28일 폐지 지방도 제309호선으로 재지정  |
| 319  | 319       | 능서 ~ 청운선     | 경기도 여주군 능서면 번도리          | 경기도 양평군 청운면 갈운리   | 37.2km   | 2005년 3월 28일 폐지                              |
| 320  | 320       | 진접 ~ 대성선     | 경기도 남양주시 진접읍 장현리        | 경기도 가평군 외서면 대성리   | 26.1km   | 2005년 3월 28일 폐지                              |
| 324  | 324       | 파평 ~ 연천선     | 경기도 파주시 파평면 금파리          | 경기도 파주시 적성면 장좌리   | 7.7km    | 2005년 3월 28일 폐지                              |
| 328  | 328       | 문막 ~ 단월선     | 강원도 원주시 문막읍 반계리          | 강원도 원주시 문막읍 반계리   | 3.593km  | 2009년부터 지방도 제349호선과 통합                |
| 335  | 335       | 앙성 ~ 온천선     | 충청북도 충주시 앙성면 단암리        | 충청북도 충주시 앙성면 단암리 | 1.0km    | 2010년 9월부터 지방도 제531호선과 통합            |
| 348  | 348       | 온수 ~ 덕포선     | 경기도 강화군 길상면 온수리          | 경기도 강화군 화도면 덕포리   | 25.8km   | 1996년 5월 7일 폐지                               |
| 390  | 390       | 퇴계원 ~ 미금선   | 경기도 남양주시 퇴계원면 퇴계원리    | 경기도 남양주시 금곡동        | 7.0km    | 2005년 3월 28일 폐지                              |
| 397  | 397       | 안양 ~ 오류선     | 경기도 안양시 만안구                 | 경기도 광명시                 | 14.2km   | 1996년 11월 18일 폐지                             |
| 402  | 402       | 백운 ~ 운학선     | 충청북도 제천시 백운면 평동리        | 충청북도 제천시 백운면 운학리 | 13.2km   | 2010년 9월 지방도 제597호선과 통합                |
| 412  | 412       | 사북 ~ 도계선     | 강원도 정선군 화암면 백전리          | 강원도 삼척시 도계읍 마교리   | 24.9km   | 2012년부터 지방도 제424호선과 통합                |
| 413  | 413       | 문곡 ~ 창리선     | 강원도 영월군 북면 문곡리            | 강원도 평창군 미탄면 창리     | 16.4km   | 2009년부터 지방도 제415호선과 통합                |
| 462  | 462       | 내물치 ~ 속초선   | 강원도 속초시 대포동 (내물치)        | 강원도 속초시 설악동          | 11.594km | 1993년 폐지                                       |
| 510  | 510       | 오창 ~ 살미선     | 충청북도 청주시 청원구 오창읍 가좌리 | 충청북도 충주시 살미면 공이리 | 84.595km | 2017년 7월 7일 지방도 제508호선과 통합            |
| 515  | 515       | 청천 ~ 율면선     | 충청북도 괴산군 청천면 도원리        | 충청북도 음성군 금왕읍 호산리 | 85.98km  | 2010년 9월부터 지방도 제333호선과 통합            |
| 520  | 520       | 감곡 ~ 충주선     | 충청북도 음성군 감곡면 원당리        | 충청북도 충주시 칠금동        | 7.7km    | 2010년 9월부터 지방도 제525호선과 통합            |
| 534  | 534       | 덕산 ~ 올산선     | 충청북도 제천시 덕산면 성암리        | 충청북도 단양군 대강면 올산리 | 27.88km  | 2017년 7월 7일 폐지                               |
| 581  | 581       | 무주 ~ 영동선     | 전라북도 무주군 설천면 청량리        | 충청북도 영동군 양강면 묵정리 | 18.8km   | 2017년 7월 7일 지방도 제505호선과 통합            |
| 583  | 583       | 무극 ~ 용문선     | 충청북도 음성군 금왕읍 금석리        | 충청북도 음성군 삼성면 대사리 | 15.4km   | 2010년 9월부터 지방도 제329호선과 통합            |
| 587  | 587       | 덕산 ~ 오산선     | 충청북도 진천군 덕산면 합목리        | 충청북도 진천군 이월면 신계리 | 15.0km   | 2010년 9월부터 지방도 제302호선과 통합            |
| 591  | 591       | 현도 ~ 조치원선   | 충청북도 청원군 현도면 하석리        | 충청북도 청원군 강외면 중봉리 | 28.18km  | 2010년 9월부터 지방도 제604호선과 통합            |
| 594  | 594       | 동면 ~ 청주선     | 충청북도 청주시 흥덕구 강내면 사곡리 | 충청북도 청주시 상당구 남주동 | 17.4km   | 2010년 9월부터 지방도 제512호선과 통합            |
| 596  | 596       | 천안 ~ 청주선     | 충청북도 청원군 오창읍 두릉리        | 충청북도 청주시 흥덕구 가경동 | 18.9km   | 2010년 9월부터 지방도 제693호선과 통합            |
| 597  | 597       | 백운 ~ 영월선     | 충청북도 괴산군 장연면 추점리        | 강원도 원주시 신림면 용암리   | 47.82km  | 2017년 7월 7일 지방도 제508호선과 통합            |
| 614  | 614       | 광천 ~ 이인선     | 충청남도 홍성군 광천읍 광천리        | 충청남도 공주시 이인면 달산리 | 67.1km   | 2003년 2월 20일 폐지                              |
| 627  | 627       | 공주 ~ 전동선     | 충청남도 공주시 신관동               | 충청남도 연기군 전동면 송성리 | 31.9km   | 2012년 7월 1일 폐지                               |
| 731  | 731       | 장안 ~ 남일선     | 전라북도 무주군 부남면 장안리        | 전라북도 무주군 부남면 대유리 | 13.0km   | 1996년부터 지방도 제635호선과 통합                |
| 810  | 810       | 목포 ~ 삼호선     | 전라남도 목포시 대의동               | 전라남도 영암군 삼호읍 용당리 | 12.1km   | 2007년 1월 5일 지방도 제806호선과 통합            |
| 814  | 814       | 성전 ~ 병영선     | 전라남도 강진군 성전면 월평리        | 전라남도 강진군 병영면 성남리 | 11.6km   | 2007년 1월 5일 지방도 제830호선과 통합            |
| 816  | 816       | 영광 ~ 장성선     | 전라북도 고창군 대산면 지석리        | 전라북도 고창군 대산면 지석리 | 0.985km  | 2007년 1월 5일 지방도 제734호선과 통합            |
| 829  | 829       | 군동 ~ 성전선     | 전라남도 강진군 군동면 호계리        | 전라남도 강진군 성전면 월남리 | 15.2km   | 2007년 1월 5일 지방도 제827호선과 통합            |
| 831  | 831       | 나주 ~ 노안선     | 전라남도 나주시 대호동               | 전라남도 나주시 노안면 양천리 | 7.7km    | 2007년 1월 5일 지방도 제822호선과 통합            |
| 837  | 837       | 칠량 ~ 관산선     | 전라남도 강진군 칠량면 영동리        | 전라남도 장흥군 관산읍 옥당리 | 15.7km   | 2007년 1월 5일 지방도 제827호선과 통합            |
| 844  | 844       | 임자 ~ 영광선     | 전라남도 신안군 임자면 광산리        | 전라남도 영광군 영광읍 단주리 | 79.95km  | 2003년 3월 27일 폐지                              |
| 906  | 906       | 매곡 ~ 쌍림선     | 충청북도 영동군 매곡면               | 경상북도 고령군 쌍림면        | 72.8km   | 2009년부터 지방도 제514호선과 통합                |
| 907  | 907       | 부림 ~ 고령선     | 경상남도 의령군 부림면 신반리        | 경상북도 고령군 쌍림면 평지리 | 25.0km   | 2007년부터 지방도 제1011호선과 통폐합             |
| 926  | 926       | 울릉도 일주도로   | 경상북도 울릉군 울릉읍               | 경상북도 울릉군 울릉읍        | 44.2km   | 2008년 11월 17일 국가지원지방도 제90호선으로 승격 |
| 932  | 932       | 부남 ~ 남정선     | 경상북도 청송군 부남면 구천리        | 경상북도 영덕군 남정면 장사리 | 32.4km   | 2003년 2월 20일 폐지                              |
| 998  | 998       | 영월 ~ 현동선     | 강원도 영월군 하동면 진별리          | 경상북도 봉화군 춘양면 소로리 | 53.26km  | 1995년부터 국가지원지방도 제88호선에 편입         |
| 1017 | 1017      | 마천 ~ 산내선     | 경상남도 진해시 대장동               | 경상남도 밀양시 산내면 송백리 | 95.8km   | 2003년부터 국도 제58호선에 편입                   |
| 1019 | 1019      | 송덕 ~ 덕하해안선 | 경상남도 양산시 기장읍               | 경상남도 울산시 울주구 청량면 | 27.884km | 1996년부터 폐지, 일부는 국도 제31호선에 편입      |
| 1025 | 1025      | 범서 ~ 두서선     | 경상남도 울산시 남구 무거동          | 경상남도 울산시 울주구 두서면 | 28.8km   | 1998년부터 폐지                                   |
| 1027 | 1027      | 서부 ~ 범서선     | 경상남도 울산시 동구 서부동          | 경상남도 울산시 울주구 범서면 | 35.2km   | 1998년 폐지                                       |
| 1045 | 1045      | 중동 ~ 부곡선     | 경상남도 창원시 의창구 북동          | 경상남도 창녕군 부곡면 온정리 | 26.2km   | 2003년부터 국도 제79호선에 편입                   |
| 1093 | 1093      | 적포 ~ 현풍선     | 경상남도 합천군 청덕면 적포리        | 경상남도 창녕군 이방면        | 10.943km | 1989년 폐지                                       |

## 같이 보기
- 국가지원지방도
- 대한민국의 도로
- 대한민국의 일반 국도